# Côte d'Azur
Pour les articles homonymes, voir Côte d'Azur (homonymie).
La Côte d'Azur (en provençal, vivaro-alpin ou nissart : Couosto d'Azur [ˈkɔst' daˈzyʁ] ou [ˈkwast' daˈzyʁ]) est une invention d'origine littéraire désignant une portion de côte à l'est du littoral méditerranéen français, s'étendant de Cassis jusqu'à Menton, incluant la principauté de Monaco.

## Dénomination géographique

### Origine de l'expression
L'expression revient à l'écrivain Stéphen Liégeard (1830-1925) et à son livre La Côte d'Azur publié en 1887, lequel décrit son voyage sur les littoraux de Provence et de Ligurie, plus précisément de Marseille à Gênes. Ce poète dijonnais dispose à Cannes d'une villa (propriété de son épouse) où il passe l'hiver. Ayant la Méditerranée sous les yeux, il a l'idée de cette création choronymique en pensant à son département d'origine, la Côte-d'Or, pour baptiser sa région de villégiature la « Côte d'Azur » et remplacer l'expression anglaise de riviera française. Ce titre poétique est popularisé par le succès de l'ouvrage qui se voit décerner par l'Académie française en 1888 le prix Bordin. Ce sont les milieux économique et politique (avec notamment le maire de Nice Jean Médecin qui veut faire de sa ville une capitale régionale a l'instar de Marseille) qui, à partir de 1920, consacrent cette dénomination. Ils s'appuient sur des journalistes et des écrivains qui publient des guides touristiques (guides Joanne, Baedeker, Murrays (en)) faisant la promotion de lieux de villégiature hivernale (pratique élitiste héliophile) avant que la démocratisation des vacances ne favorise la villégiature estivale sur cette portion de la côte méditerranéenne. Ce toponyme littoral a servi ainsi à bâtir une image attractive de cette côte,.
La Côte d'Azur n'étant pas à proprement parler un territoire, le gentilé qui s'applique est celui des départements des Alpes-Maritimes et du Var en région Provence-Alpes-Côte d'Azur, bien que le terme générique d'« Azuréen » soit couramment employé, notamment pour désigner les habitants du département des Alpes-Maritimes sur sa bande côtière dite Azuréenne (de Menton à Théoule-sur-Mer).
D'autres interprétations mettent en avant la densité et le contraste des couleurs, pas seulement de la mer, changeants selon les conditions météorologiques, mais aussi ceux du ciel ou de la lumière qui baigne la région et auxquels Liégeard n'a pas été insensible et qui ont profondément inspiré de nombreux artistes, comme les peintres Henri Matisse ou Claude Monet qui s'émerveille des paysages qui s'offrent à lui lors de son séjour à Bordighera en 1884.
Dans la nouvelle édition de son ouvrage, en 1894, Stéphen Liégeard constata que « le dictionnaire s'est augmenté d'un mot ».

### Autres dénominations
Les anglophones parlent de Riviera méditerranéenne ou de French Riviera lorsque Nice a été rattachée à la France en 1860, qui se calque sur l'italien riviera qui signifie « une région caractérisée par le contact brutal de la mer et de la montagne ». On précisera Riviera française, jusqu'au Cap Mortolà, puis Riviera Ligure ou Ligurienne jusqu'à Porto-Maurizio, portion de côte que les Italiens nomment Riviera dei Fiori, soit littéralement "la Rive des fleurs" en référence aux productions horticoles, nombreuses entre Vintimille et Sanremo, et des jardins fleuris aménagés essentiellement par les touristes anglais en villégiature au XIXe siècle. On retrouve ces particularités jusqu'à Hyères à l'ouest, car toute la portion de côte entre le Cap des Gardéens Carqueiranne et la province d'Imperia a connu la première épopée touristique avec l'arrivée du chemin de fer et des premiers touristes à la fin des années 1800.
En français, on a longtemps parlé de « Rivière de Gênes » et de « Rivière de Nice (Nice Riviera) ».

## Délimitation

Médaillon représentant Stéphen Liégeard, inventeur de l'expression Côte d'Azur.

S'agissant d'une dénomination non administrative mais d'origine littéraire, la Côte d'Azur n'a pas une délimitation nette et indiscutable, et différentes limites apparaissent entre le roman de Stephen Liégeard et les acceptions modernes. 
Stéphen Liégeard raconte le voyage qu'il a fait sur le littoral provençal et génois, de Marseille à Gênes, sur ce qu'il appelle la Côte d'Azur. Pierre-Émile Blairon, dans son ouvrage Guide secret de la Côte d'Azur se base sur les propos de Stéphen Liégeard pour la délimiter de Marseille à Menton en tenant compte des frontières politiques françaises.

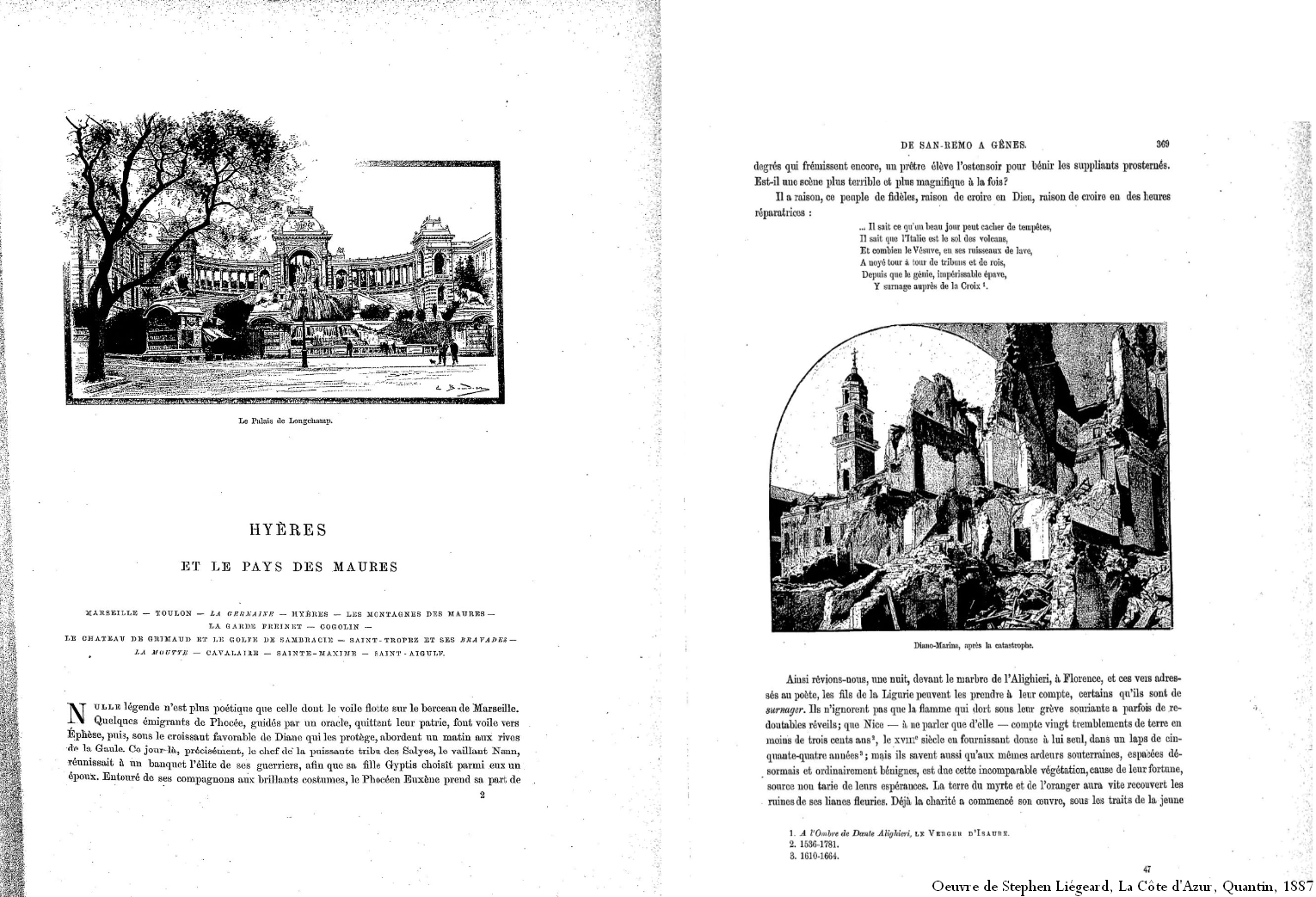
La Côte d'Azur pour Stéphen Liégeard, inventeur dudit terme, lors de son voyage sur les littoraux provençal et génois. Les deux pages représentent les première et dernière parties de son livre.

### La «Côte d’Azur» de Stéphen Liégeard
Le livre a fait l'objet d'une première édition en 1887 puis d'une version augmentée en 1894. La version contemporaine de septembre 2014 s'intitule « La Côte d'Azur, de Marseille à Menton » et comprend 300 pages, sans le récit en Italie. Les villes et lieux cités dans l'ouvrage La Côte d'Azur de Stéphen Liégeard sont les suivants, d’après la table des matières du livre, :
- Hyères et le Pays des Maures : Marseille, Toulon, La Germaine, Hyères, Les Montagnes des Maures, La Garde-Freinet, Cogolin, le château de Grimaud et le golfe de Sambracie, Saint-Tropez et ses Bravades, La Moutte, Cavalaire, Sainte-Maxime, Saint-Aygulf
- Saint-Raphaël, Fréjus et ses antiquités
- Cannes
- Îles de Lérins : Saint-Honorat, Sainte-Marguerite
- L'Estérel : Saint-Cassien, La Napoule, Théoule, La Sainte-Baume-d'Honorat, Le Cap Roux, L'Auberge des Adrets, Le Mont Vinaigre
- Grasse : Grasse, Mouans-Sartoux, Castellaras, Auribeau-sur-Siagne, Source de la Siagne et grottes de Saint-Cézaire, la Clue du Loup, Mougins, Le Cannet
- Antibes : Route de Cannes au Golfe Juan, La Californie, Névada et Edelweiss, Le Grand Pin, Vallauris, les Incourdoules, L'Aqueduc de Clausonne, Le Biot, Golfe Juan, Massier et Napoléon, L'Escadre cuirassée, Juan-les-Pins, La presqu'île de la Garoupe, Antibes, Le Château de Villeneuve-Loubet, Cagnes, Le Var
- Nice et ses environs
- La Corniche : Villefranche, Saint-Jean et Saint-Hospice, Beaulieu, Èze, La Turbie, Notre-Dame de Laghet, Roquebrune
- La Principauté de Monaco
- Menton et ses courses de montagne
- Bordighera, Ospedaletti, Sanremo : La frontière, Le Palazzo Orengo, Vintimille, Vallée de la Nervia, Dolce-Acqua, Pigna, Bordighera (Villas Ch. Garnier et Bischoffsheim, Le Val de Sasso, Ruffini et le Docteur Antonio, Ospedaletti et la Société Française Ligurienne, Coldirodi, Sanremo, Taggia, La Madone de Lampedusa
- De Sanremo à Gênes

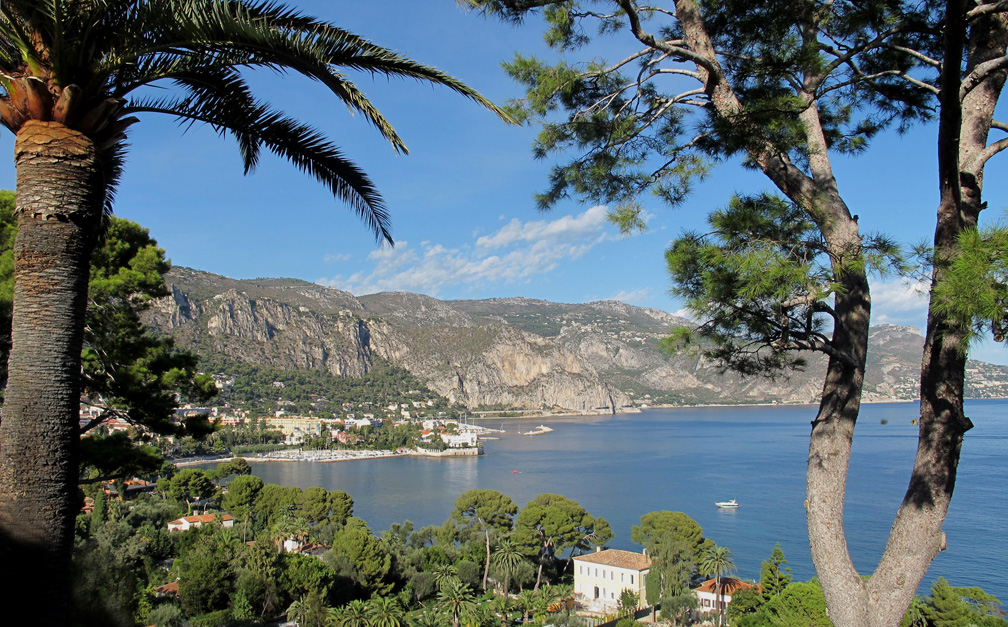
La Côte d'Azur, entre Beaulieu-sur-Mer et Cap-d'Ail, vue de Saint-Jean-Cap-Ferrat.
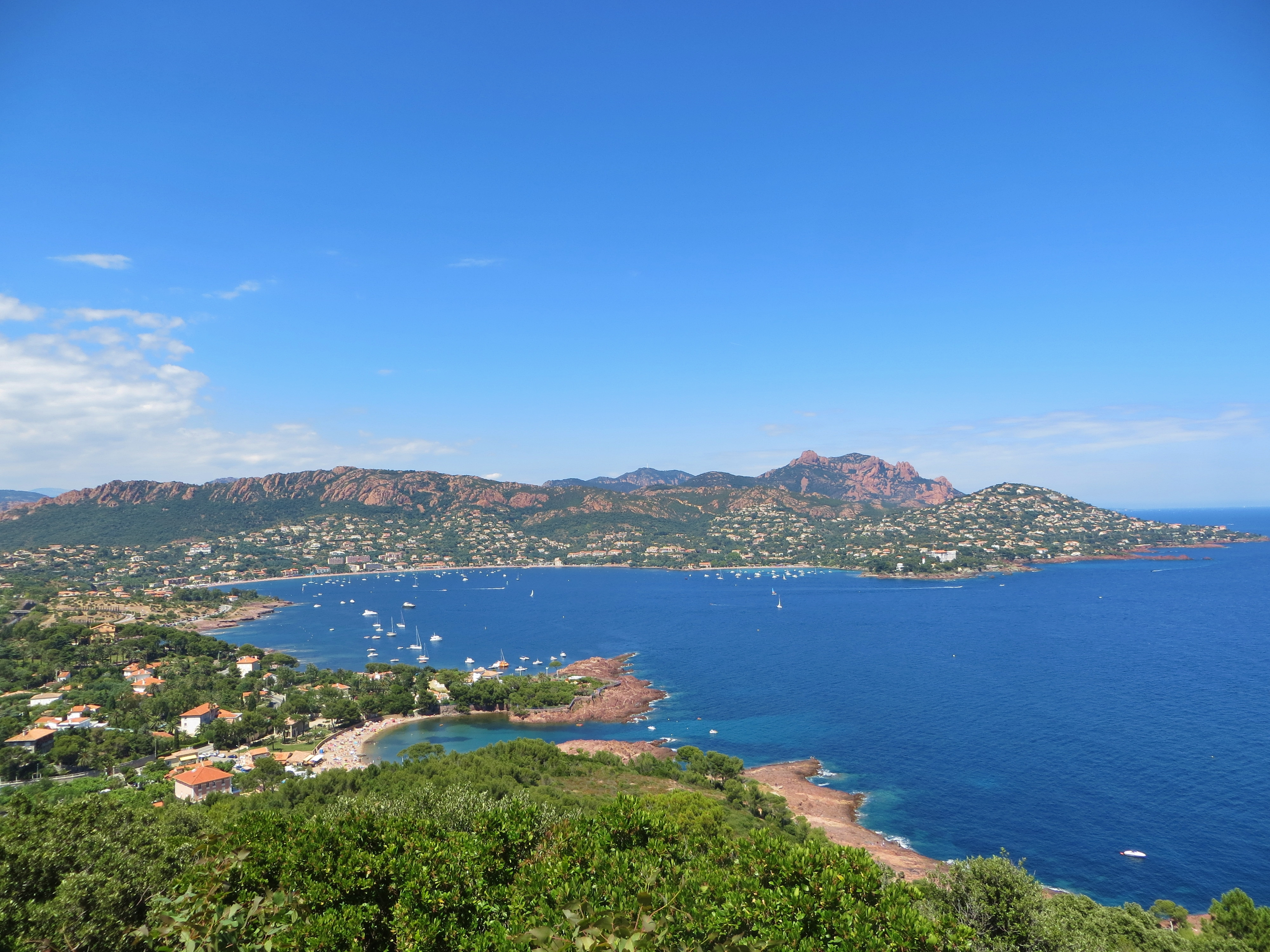
Agay, un quartier balnéaire de Saint-Raphaël.
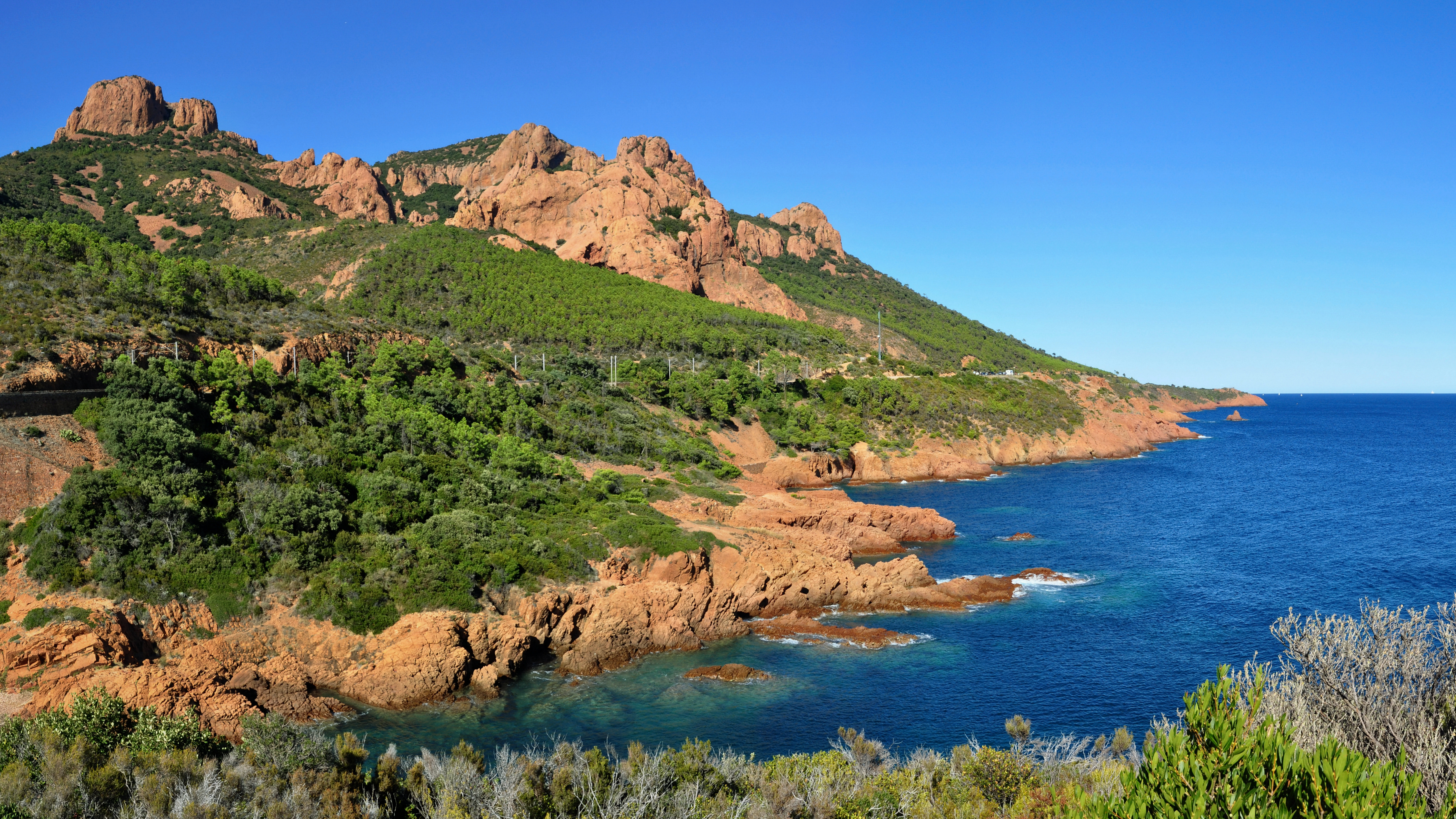
Le Cap-Roux et la Corniche d'Or (Anthéor).
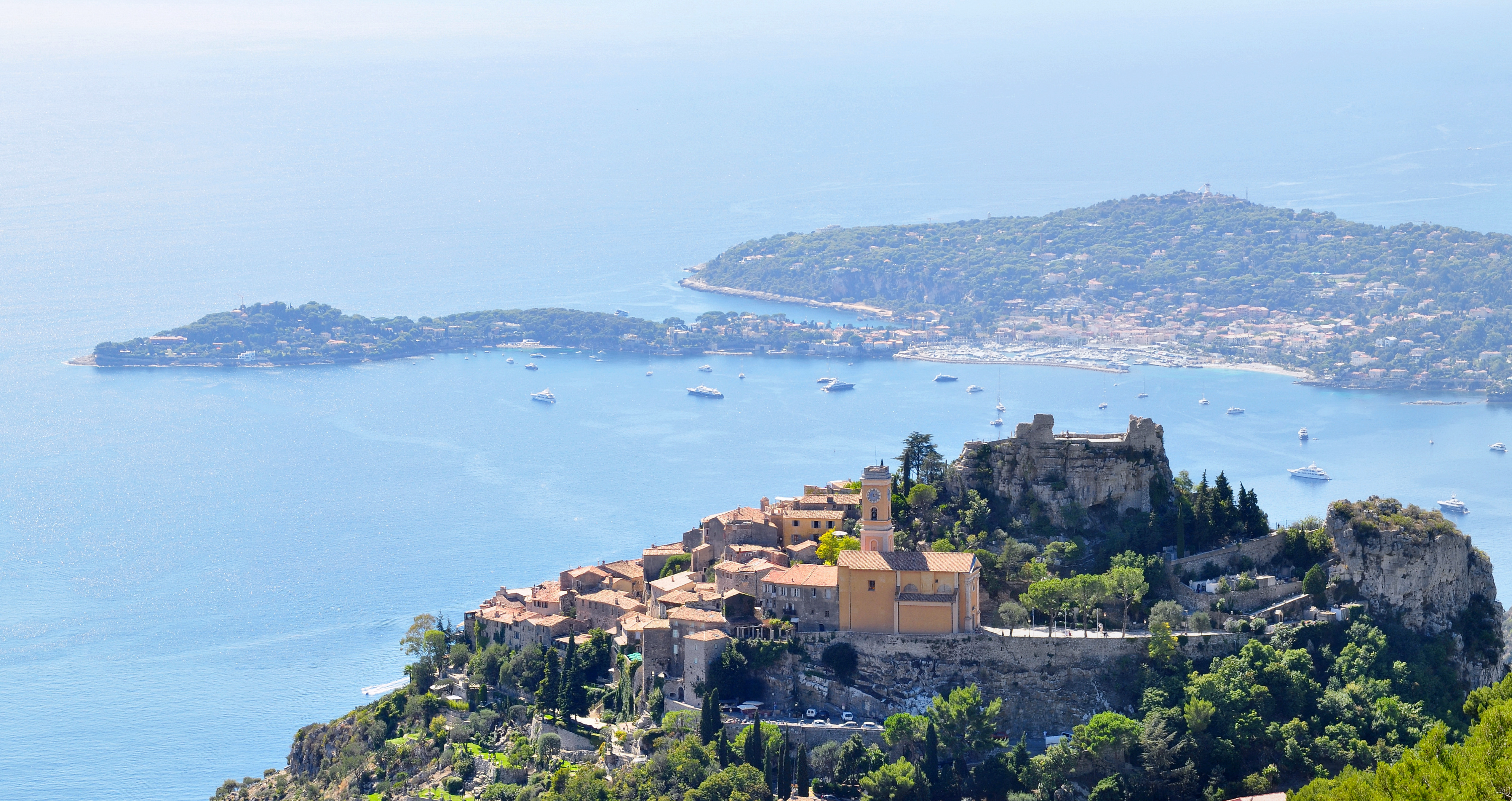
Eze-village et Saint-Jean Cap-Ferrat en second plan.

### Les autres délimitations
De nos jours, les limites de la Côte d'Azur sont assez floues du côté occidental. Si les sources citées ci-dessous concordent sur la limite orientale, qui s’arrête à la frontière franco-italienne (plus à l'Est on parle alors de Riviera), la limite occidentale varie beaucoup selon les sources.
Certaines sources,, la limitent à l'ouest par la commune de Cassis et à l'est par Menton (à la frontière italienne). Dans ce cas, elle couvre entièrement le littoral des départements du Var et des Alpes-Maritimes et partiellement celui des Bouches-du-Rhône.
Des guides touristiques, la situent à Bandol (sans citer de sources bibliographiques particulières), à la frontière de la péninsule de Sicié, limitant la Côte d'Azur au littoral des départements du Var et des Alpes-Maritimes.
L'ouvrage Le Talentueux M. Ripley de Patricia Highsmith délimite la Côte d'Azur de Toulon à Menton.
Certains sites internet dédiés au tourisme la font partir de la ville d'Hyères et ses îles, ainsi que la presqu'île de Giens, jusqu'à Menton.
D'autres sources, la limitent à Saint-Tropez et sa presqu'île rendue célèbre dans les années 1960 par des célébrités du cinéma, jusqu'à Menton.
Enfin, l'office du tourisme du département des Alpes-Maritimes restreint l'appellation de Côte d'Azur à la bande côtière de son département sans faire de lien avec la version originelle créée par Stéphen Liégeard.
La limitation littéraire, mêlée à des limitations proposées par des personnalités politiques, tend à assombrir la clarté de ce voyage en « côte d'azur » effectué par Stéphen Liégeard. Ceci tend à rendre floues aux yeux des Français les limites de cet espace et ont du mal à s'y retrouver, notamment pour les personnes n'ayant pas lu le livre de l'inventeur du terme.
La délimitation proposée par l'office du tourisme des Alpes-Maritimes s'éloigne des écrits de Stéphen Liégeard, car il limite cet espace au département des Alpes-Maritimes tout en englobant également les stations de ski en les qualifiant de « stations azuréennes ».
De plus, la territorialisation du terme littéraire Côte d'Azur calqué sur les frontières françaises tend à fossiliser Menton comme la limite Est, alors que parallèlement s'est constituée la Riviera ligure en Italie sur l'ensemble de la Ligurie. Dans sa partie orientale, la Côte d'Azur englobe la Riviera française (ainsi que Monaco), frange littorale étroite et très urbanisée avec des reliefs accidentés et des falaises abruptes tombant dans la mer, notamment entre Menton et Nice.
Le 8 mai 2022, un documentaire sur ce sujet des limites de la Côte d'Azur a été réalisé par France 3 Régions. Il explique bien ces différentes limites occidentales, et le débat sans fin entre les tenants des écrits de Stéphen Liégeard et les délimitations plus récentes, comme celles données par le Comité départemental du Tourisme de la Côte d'Azur : de Menton à Saint-Tropez.
« C'est une approche marketing, touristique, pas un territoire, ni une zone administrative » déclare Claire Béhar, directrice générale du comité régional du tourisme (CRT) Côte d'Azur France. L'appellation « Côte d'Azur France » est une marque déposée en 2016 au registre INPI (Institut National de la Propriété Industrielle).
Du nord au sud, la délimitation de la Côte d'Azur est tout aussi vague et subjective. Dans ses guides de sport de plein air (guides Randoxygène), le département des Alpes-Maritimes définit trois strates horizontales au sein de la région : le pays côtier (qui s'étend du littoral jusqu'aux portes du Mercantour), le moyen pays et le haut pays (jusqu'aux confins du département, limitrophe avec les Alpes de Haute-Provence). Ainsi le pays côtier, large d'une vingtaine de kilomètres, coincé entre mer et montagne, à forte densité de population, où se concentrent l'essentiel des sites touristiques facilement accessibles et desservis régulièrement par les moyens de transport (bus, cars, trains), constitue naturellement dans sa largeur la zone géographique correspondant à la Côte d'Azur.
Une autre hypothèse à ce sujet est émise par un géographe, directeur scientifique de l’Institut du Tourisme Côte d’Azur. Selon lui, la Côte d'Azur se cantonne au littoral : « ...quand Liégeard parle d'Azur, ce n'est pas le bleu du ciel, mais bien le bleu de la mer. La Côte d'Azur, c'est le littoral ». Dans son ouvrage, Stephen Liégeard évoque Grasse, Gourdon, la Garde-Freinet, le massif des Maures ou Dolceacqua, ce qui laisse imaginer une Côte d'Azur qui ne se réduit pas strictement au bord de mer mais s'étend sur le pays côtier, voire l'arrière-pays proche où la lumière bleutée, la transparence de l'atmosphère prédominent et où la mer est absente. « Par extension, le mot [azur] désigne aussi un ciel pur et intense qu'il convient de ne pas confondre avec la couleur bleu ciel beaucoup plus pâle, de même que le bleu marine n'a qu'un rapport indirect avec celle de la mer par beau temps, c'est celle des uniformes de la marine. Enfin, il convient de rappeler que, couleur du ciel et de la mer, le bleu symbolise l'infini, le divin et le spirituel. Il invite au rêve et à l'évasion. Par extension, il évoque la paix, le calme et la volupté ». Toutefois, certaines descriptions étayent la théorie défendue par le géographe, celle d'une Côte d'Azur qui se limite à la frange littorale : dans son ouvrage, Stéphen Liégeard déclare, alors qu'il séjourne à Vallauris, commune située à 1,6 kilomètre seulement du bord de mer : « Rarement d'ailleurs, le touriste s'égare vers ces parages. Les collines Vallauriennes lui sont des Colonnes d'Hercule. Au-delà, le spleen l'arrête il tourne bride et coupe au court. Vite, avec lui, regagnons la Côte d'Azur ». On peut également y lire : « La Côte d'Azur ! Ainsi, du Château d'If jusqu'aux palais de Gênes, s'intitule désormais le pays de la mer bleue, du soleil et des fleurs ». Enfin, cette évocation : « ...le long de cette plage baignée de rayons qui mérite notre baptême de Côte d'Azur, Hyères, la première, eut l'idée de mettre ses dons bénis au service de la maladie ou de la désespérance ».
Quant aux médias locaux, ils incluent dans leur couverture la principauté de Monaco et l'est du département du Var mais aussi la province d'Imperia en Ligurie, située à la frontière franco-italienne.

## Histoire

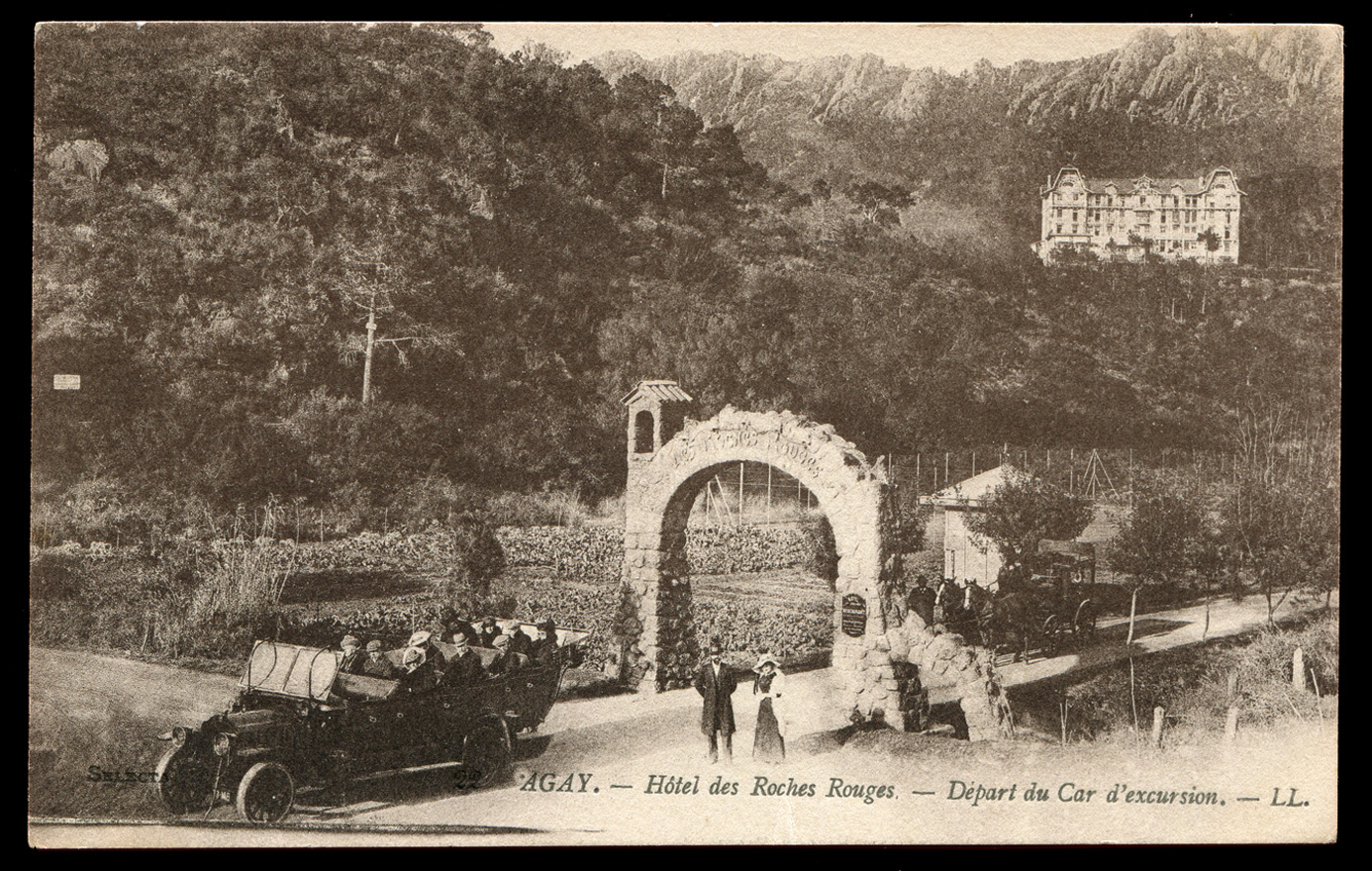
Vacanciers de classes aisées, à Agay dans les années 1910.

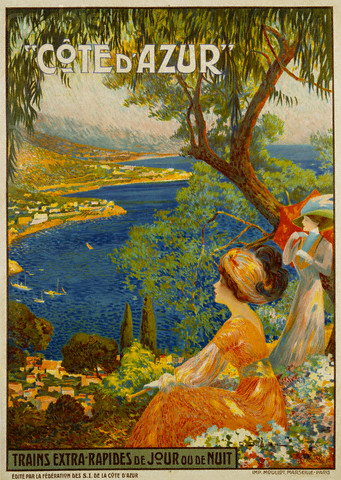
Affiche des années 1920 par David Dellepiane (1866-1932).

Le littoral de la Côte d'Azur a été le site précurseur d'un certain nombre de stations balnéaires modernes. Il a commencé comme station thermale d'hiver pour la classe supérieure britannique à la fin du XVIIIe siècle. Avec l'arrivée du chemin de fer dans le milieu du XIXe siècle, il est devenu l'aire de plaisance d'aristocrates du Nord de l'Europe, britanniques, russes notamment, tels que la reine Victoria et le roi Édouard VII, lorsqu'il était prince de Galles. En effet, lorsqu'il était enfant, celui-ci allait fréquemment y jouer chez les membres de la famille Rothschild. La Promenade des Anglais et le Quai des États-Unis de Nice sont un témoignage de cette époque, tout comme les maisons « Belle Époque » de nombreux villages, comme Boulouris.
Au début du XXe siècle, les paysages aux couleurs vives et aux formes tranchées, notamment du massif de l'Esterel, fournissent la matière d'une partie des œuvres qui fondent le fauvisme à partir du Salon d'Automne de 1905, contribuant à la renommée de la région.

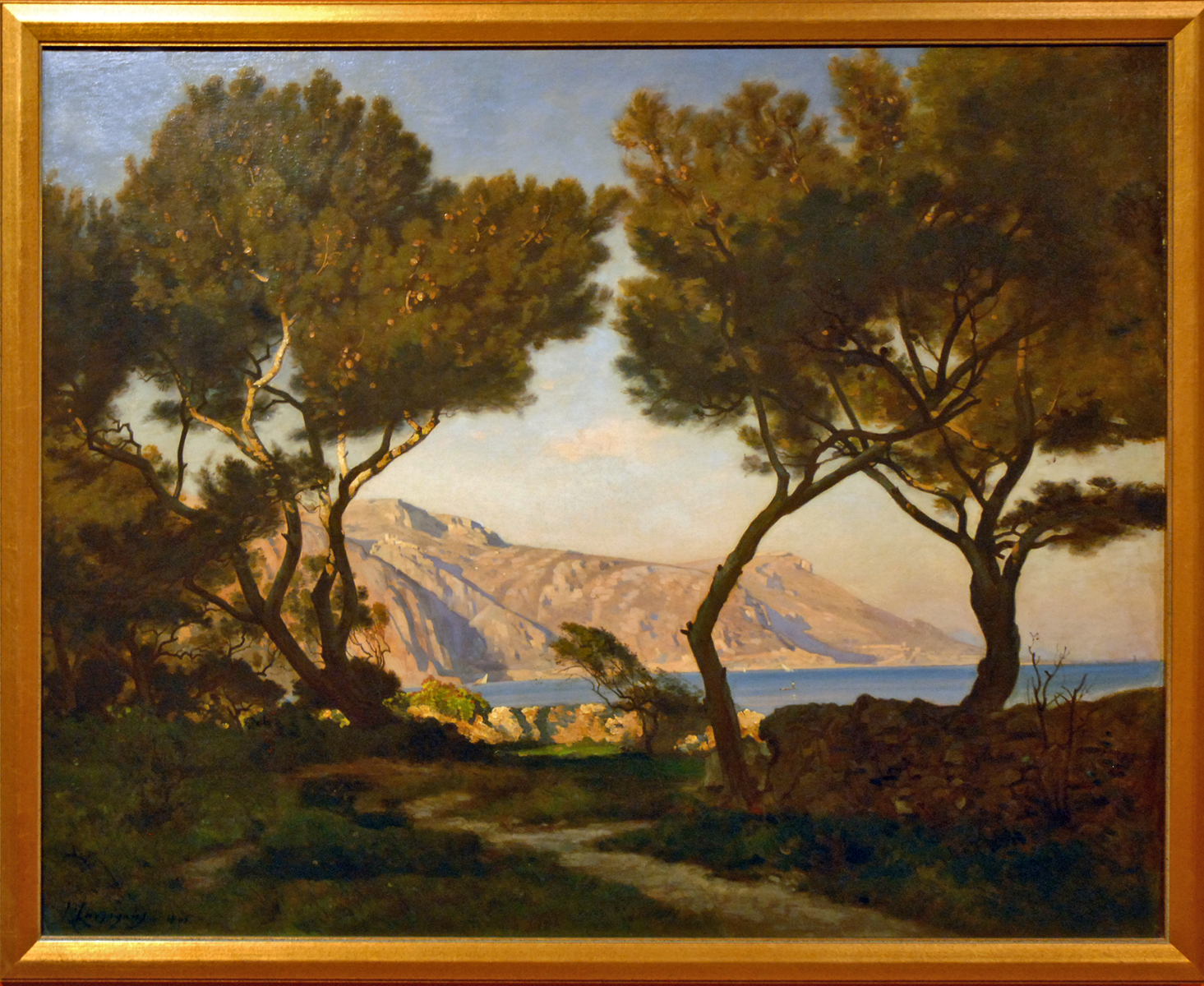
Paysage de la Côte d'Azur, par Henri Harpignies (1865)
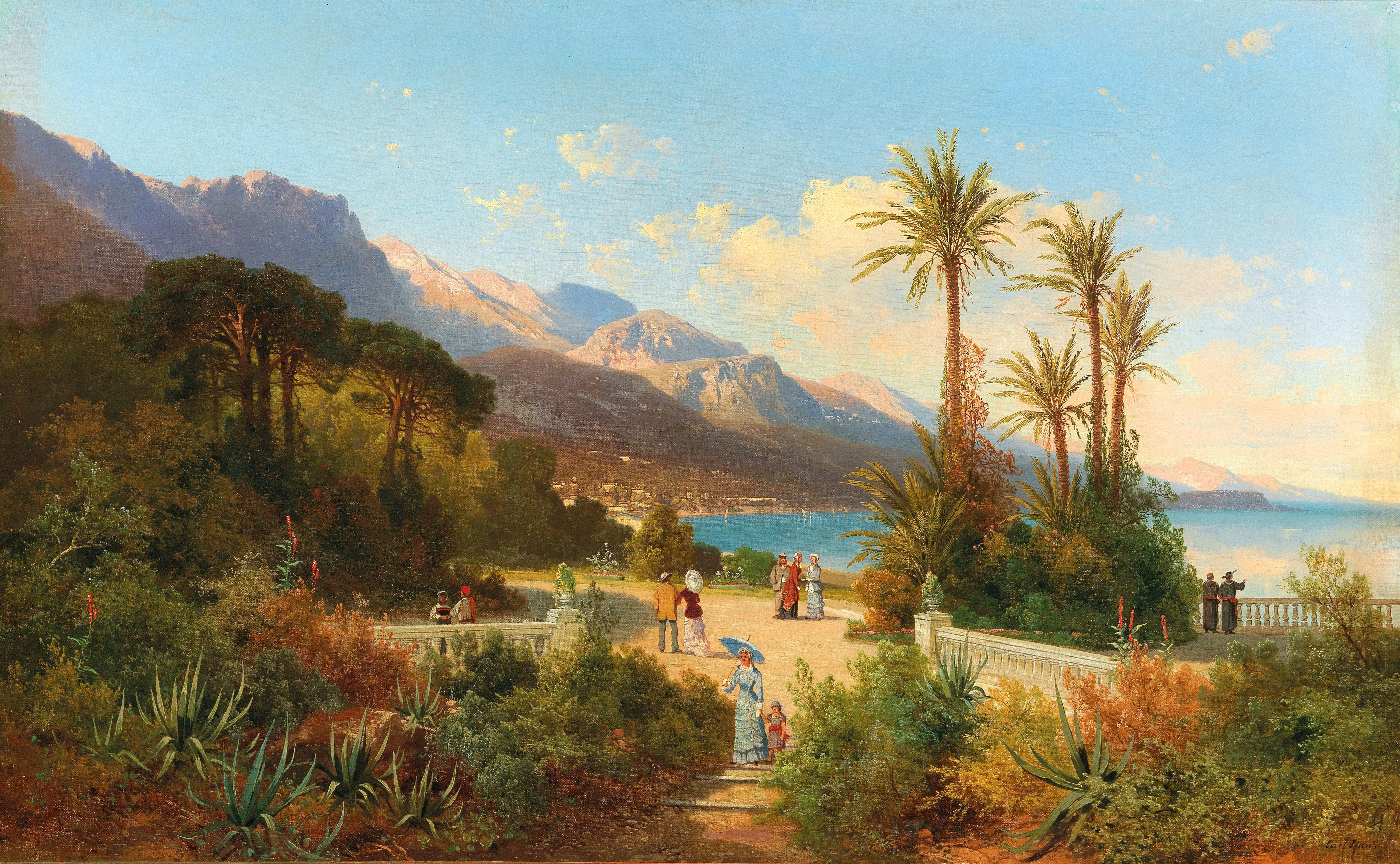
Été sur la Côte d'Azur par Carl Hasch (vers 1890).
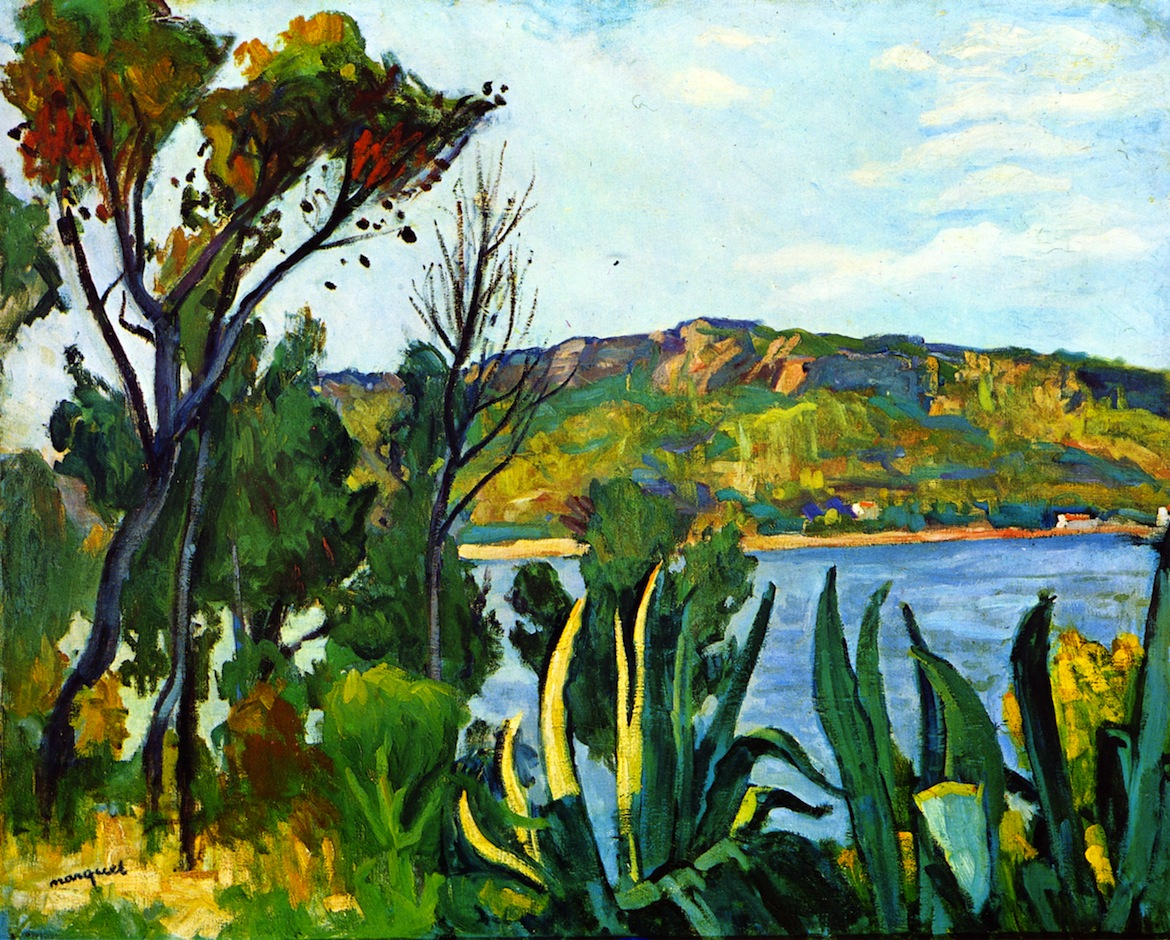
Vue d'Agay, par Albert Marquet, toile présentée au Salon d'automne de 1905.
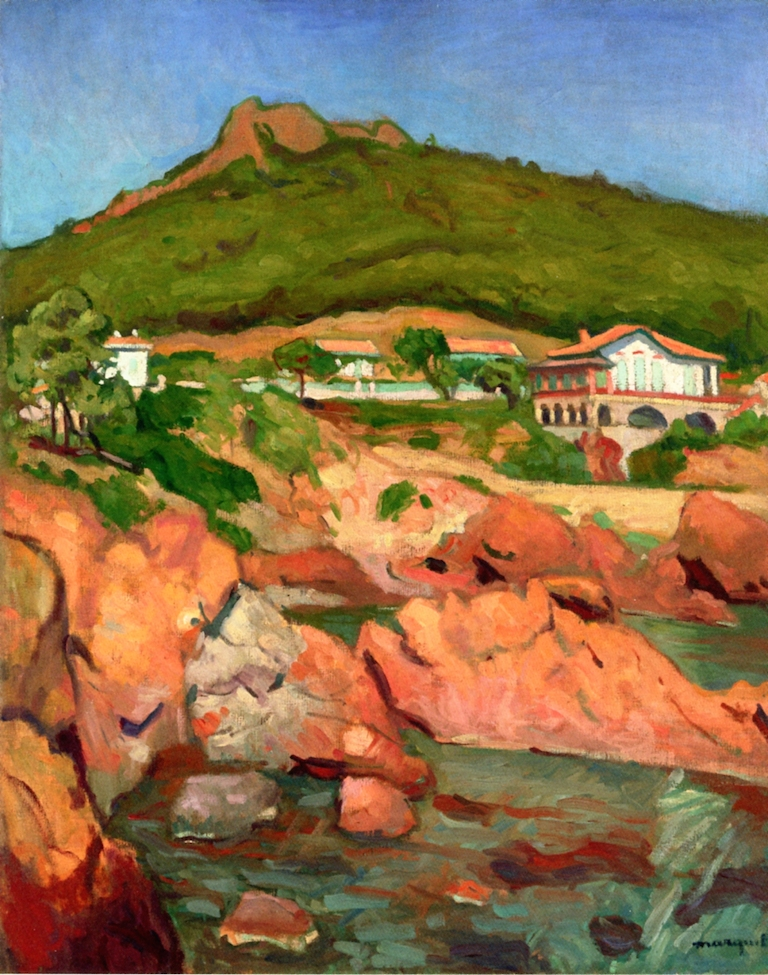
Vue d'Agay, les roches rouges, par Marquet (idem)
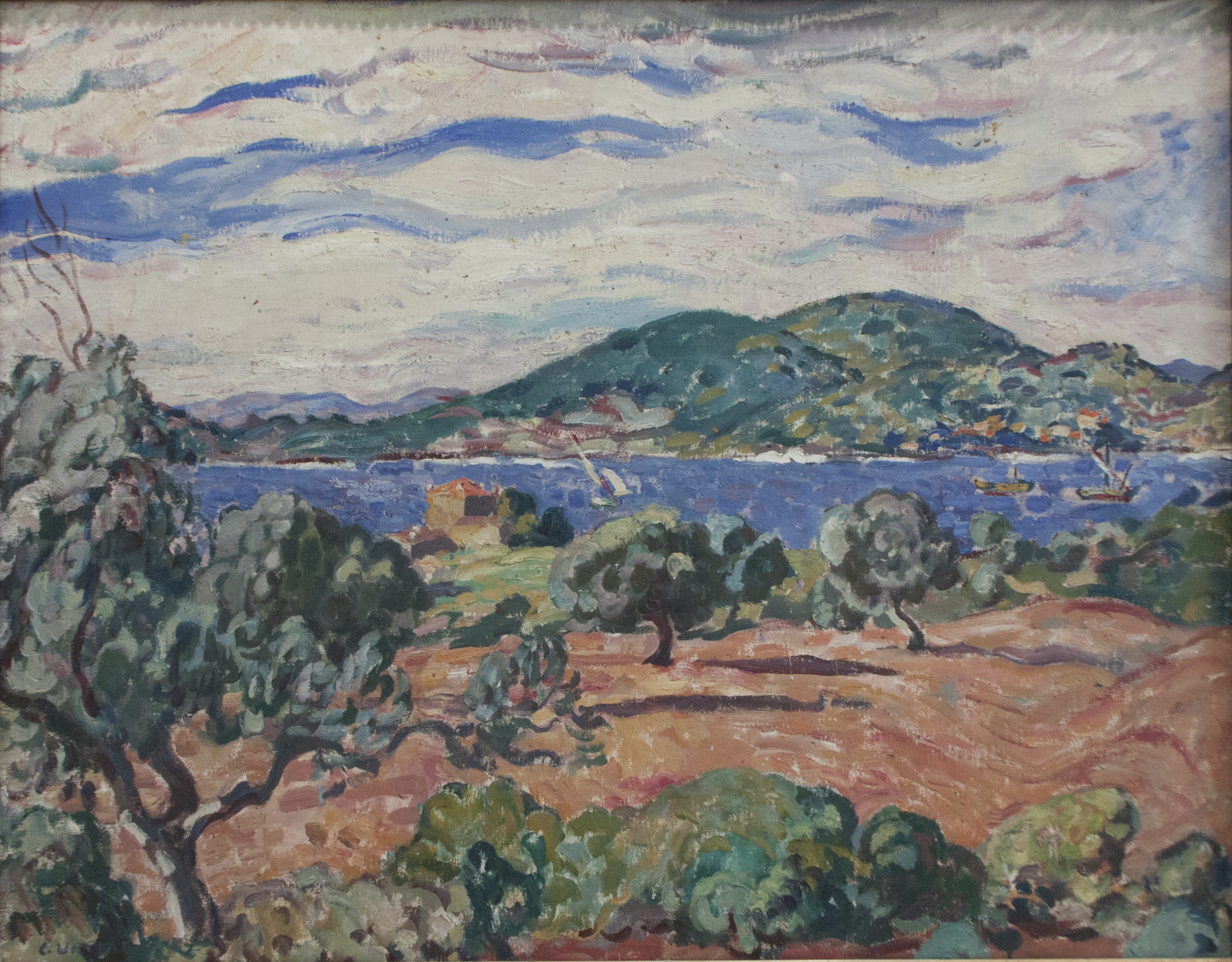
La baie d'Anthéor par Louis Valtat, vers 1906.
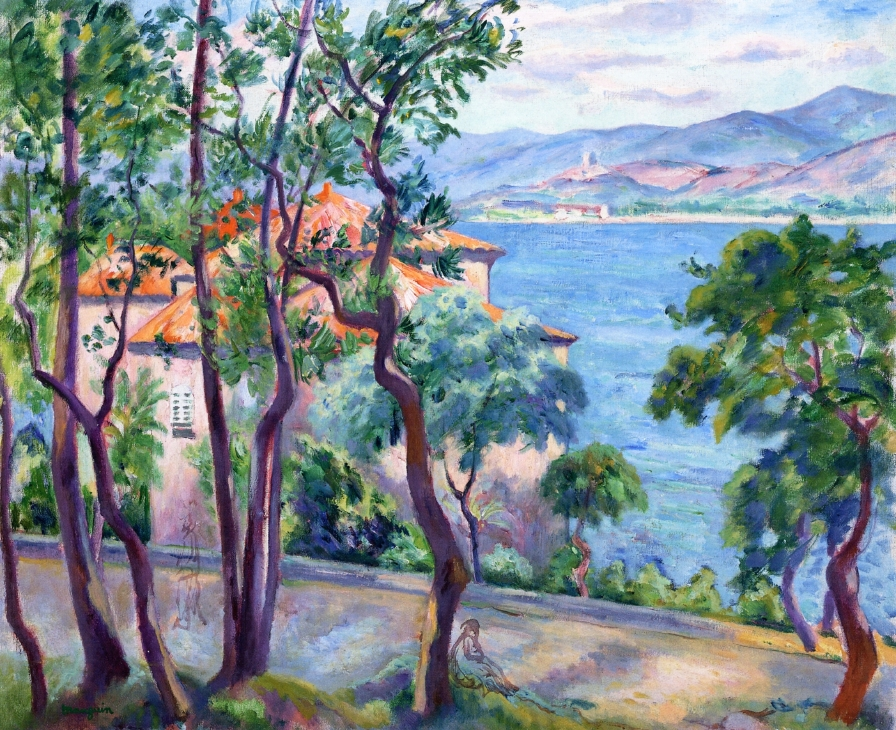
Sous la lumière de l'Oustalet, par Henri Manguin (1920)

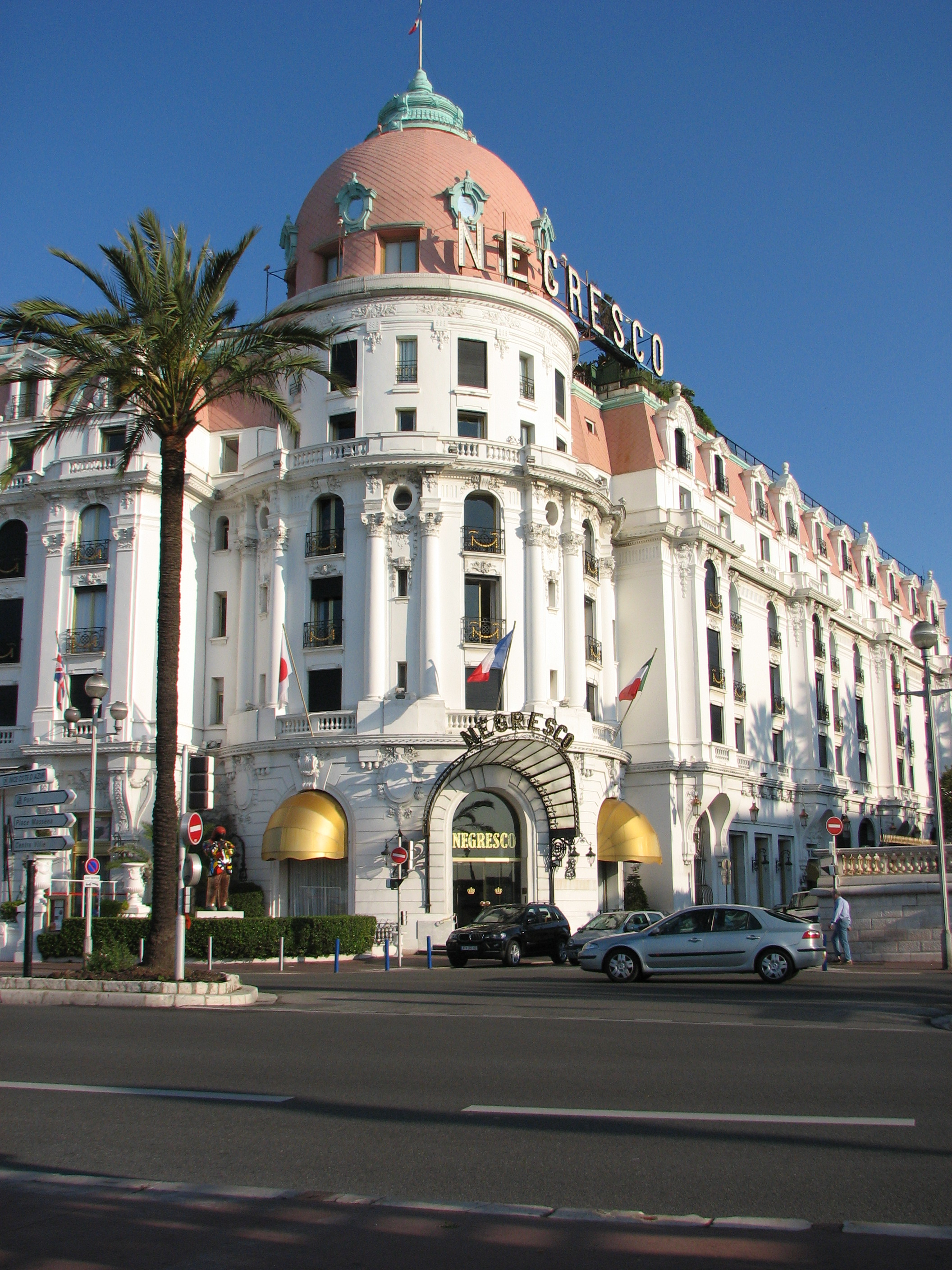
L'hôtel Negresco sur la promenade des Anglais à Nice.

Durant l'entre-deux-guerres, la Côte d'Azur continue son développement comme l'un des domaines de villégiature de prédilection pour plusieurs générations de riches européens et américains, et certaines villes comme Menton, Monaco, Nice, Antibes/Juan-Les-Pins et Cannes se spécialisent dans l'hôtellerie de luxe et les casinos. Avec sa lumière si particulière, la Côte d'Azur continue également d'attirer des écrivains, des artistes ou des acteurs, notamment Pablo Picasso, Claude Monet, Henri Matisse, Antoine de Saint-Exupéry (qui y a sa famille), Edith Wharton, Somerset Maugham, Aldous Huxley, Greta Garbo, Sacha Guitry.
Après la Seconde Guerre mondiale, la Côte d'Azur gagne encore en popularité et elle est associée à la Côte Varoise sous l'influence du cinéma (Et Dieu… créa la femme en 1956, Pierrot le Fou en 1965 ou encore Le Gendarme de Saint-Tropez à partir de 1964) puis de la vague « Yéyé » : avec la mode du bronzage, la Côte d'Azur devient alors une destination essentiellement estivale. De nombreuses célébrités comme Elton John, Bono, Johnny Hallyday, Sheila, Karl Lagerfeld ou Brigitte Bardot sont propriétaires ou ont possédé une maison dans la région.
Officiellement, la Côte d'Azur contemporaine est le foyer de 163 nationalités avec 83 962 résidents étrangers (statut de 1999), même si les estimations du nombre de non-ressortissants français vivant dans la région sont souvent beaucoup plus élevées.

## Géographie

### Climat
Le climat de la Côte d'Azur est de type tempéré méditerranéen avec des influences montagnardes sur les parties Nord des départements du Var et des Alpes-Maritimes. Il est caractérisé par des étés secs et des hivers doux qui participent à la réduction des probabilités de gels. La Côte d'Azur bénéficie d'un ensoleillement conséquent en France métropolitaine de 300 jours par an.

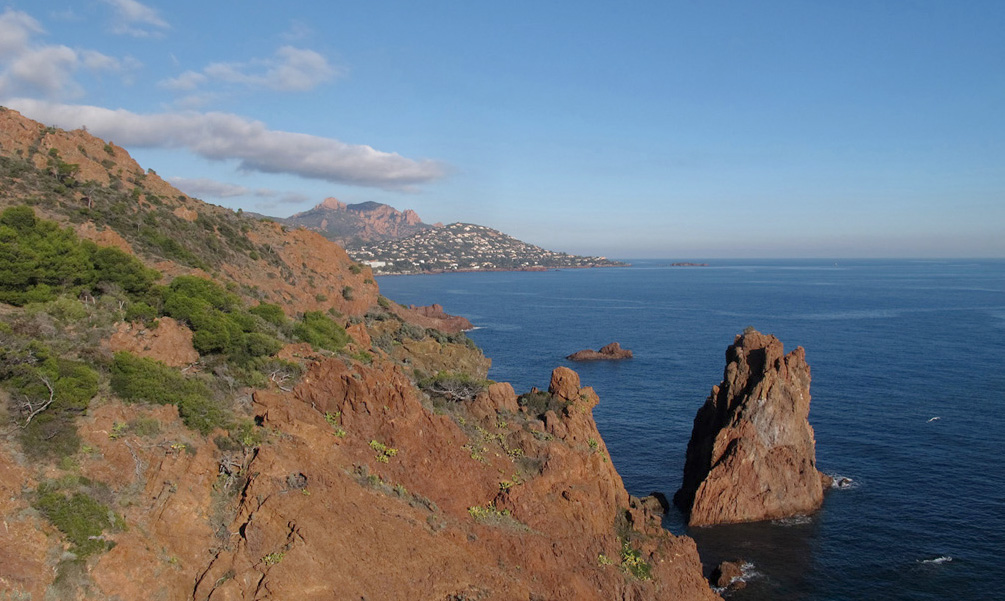
Au fond, Anthéor et le massif de l'Esterel.

Le mistral souffle parfois violemment par périodes de 3, 6 ou 9 jours, de la Vallée du Rhône jusqu'à Saint-Raphaël et se fait faiblement sentir jusqu'à Cannes. Les météorologues expliquent cela par la présence du massif de l'Esterel, qui détournerait le mistral et l'arrêterait. Le mistral étant un vent sec, il fait chuter l'humidité relative à Nice : elle est généralement de 65/75 %, elle tombe à 30/35 % après un jour de mistral.
Les nuits sont plus douces, en août la température peut ne pas descendre en dessous des 24 °C, car la proximité du relief à la mer affaiblit les écarts de températures entre le jour et la nuit.

### Villes et équipements
La Côte d'Azur, au sens restreint, par rapport à la version de Stéphen Liégeard, comprend un espace urbain important. La ville la plus peuplée est Nice qui compte 343 477 habitants (2020). Elle est le centre d'une métropole - Nice-Côte d'Azur - regroupant 49 communes et une population de plus de 538 555 habitants dans l'aire urbaine dont 343 895 personnes habitant dans la zone municipale. L'Espace urbain Nice-Côte-d'Azur compte quant à lui 991 903 habitants.
L'espace azuréen comporte aujourd'hui deux aéroports : les aéroports de Cannes-Mandelieu et de Nice-Côte d'Azur, de classe internationale et qui représente le troisième plus grand aéroport de France en termes de volume d'utilisation. Celui-ci se trouve sur un terrain côtier partiellement remis en état à l'extrémité ouest de la Promenade des Anglais. Le deuxième aéroport est celui de Mandelieu ; autrefois aéroport commercial de la région, il est maintenant principalement utilisé par les avions privés et d'affaires. L'autoroute A8 traverse la région, tout comme l'ancienne route principale, la légendaire Route nationale 7 (officiellement aujourd'hui la D N7 dans le Var et la D6007 dans les Alpes-Maritimes). Les trains desservent les régions côtières avec le service TGV Méditerranée pour atteindre la gare de Nice-Ville en cinq heures et demie à partir de Paris et intérieure (Grasse) par la ligne TER.
La Côte d'Azur accueille le siège de la technopole à Sophia Antipolis sur les communes de Valbonne, Biot, Mougins, Antibes et Vallauris qui comprend des entreprises aux activités scientifiques et technologiques, ainsi que plusieurs grandes écoles (Sciences-Po à Menton) et établissements universitaires de l'université Nice-Sophia-Antipolis.
La Côte d'Azur est une voie maritime d'importance, en particulier grâce à ses activités de ports de plaisance et pour son ouverture sur la Corse via le port de Nice mais aussi celui de Toulon, en plus de son port militaire qui génère des emplois liés au chantier naval. Plusieurs marinas se trouvent le long du littoral azuréen dans les Alpes-Maritimes.

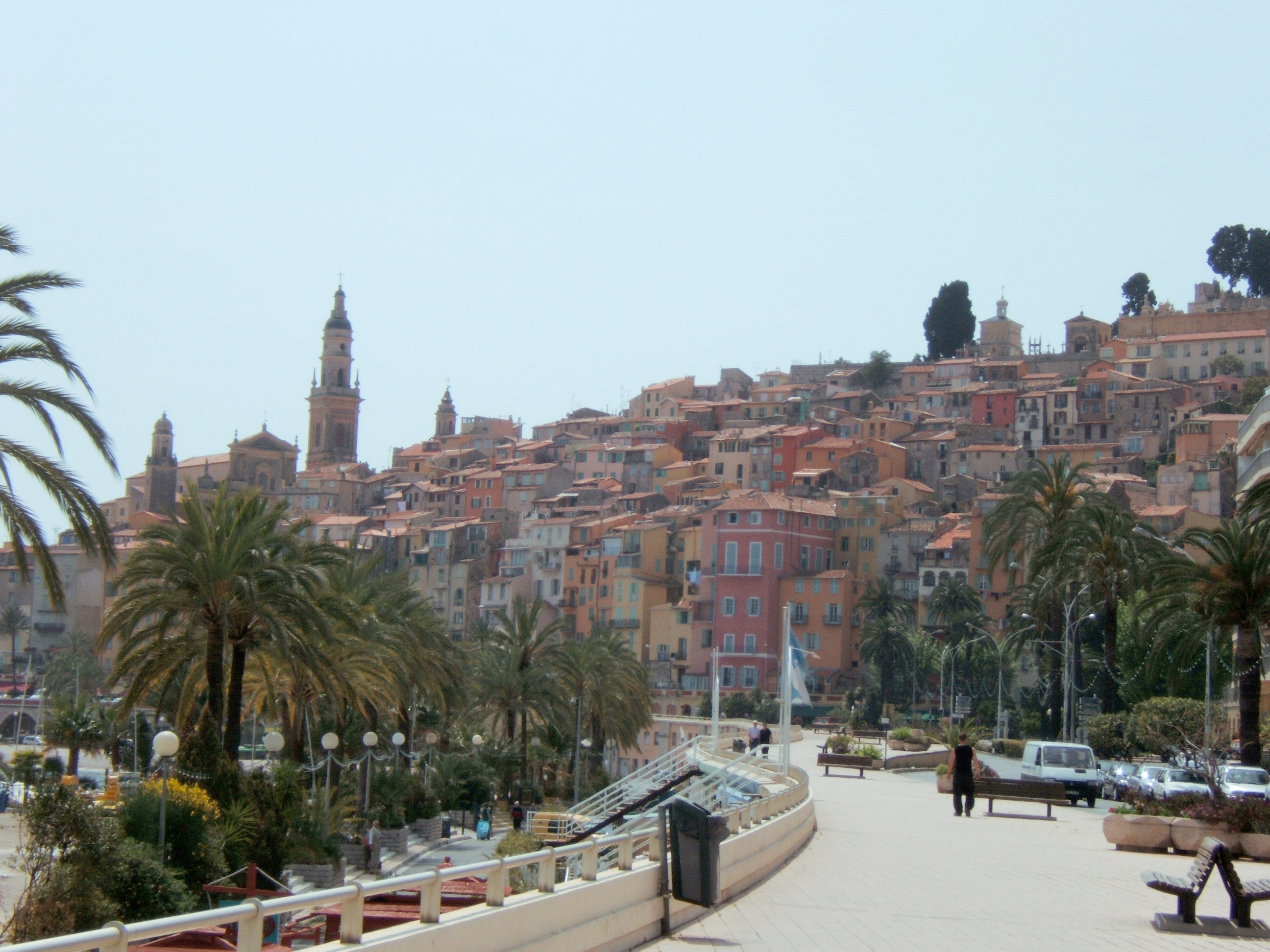
Menton
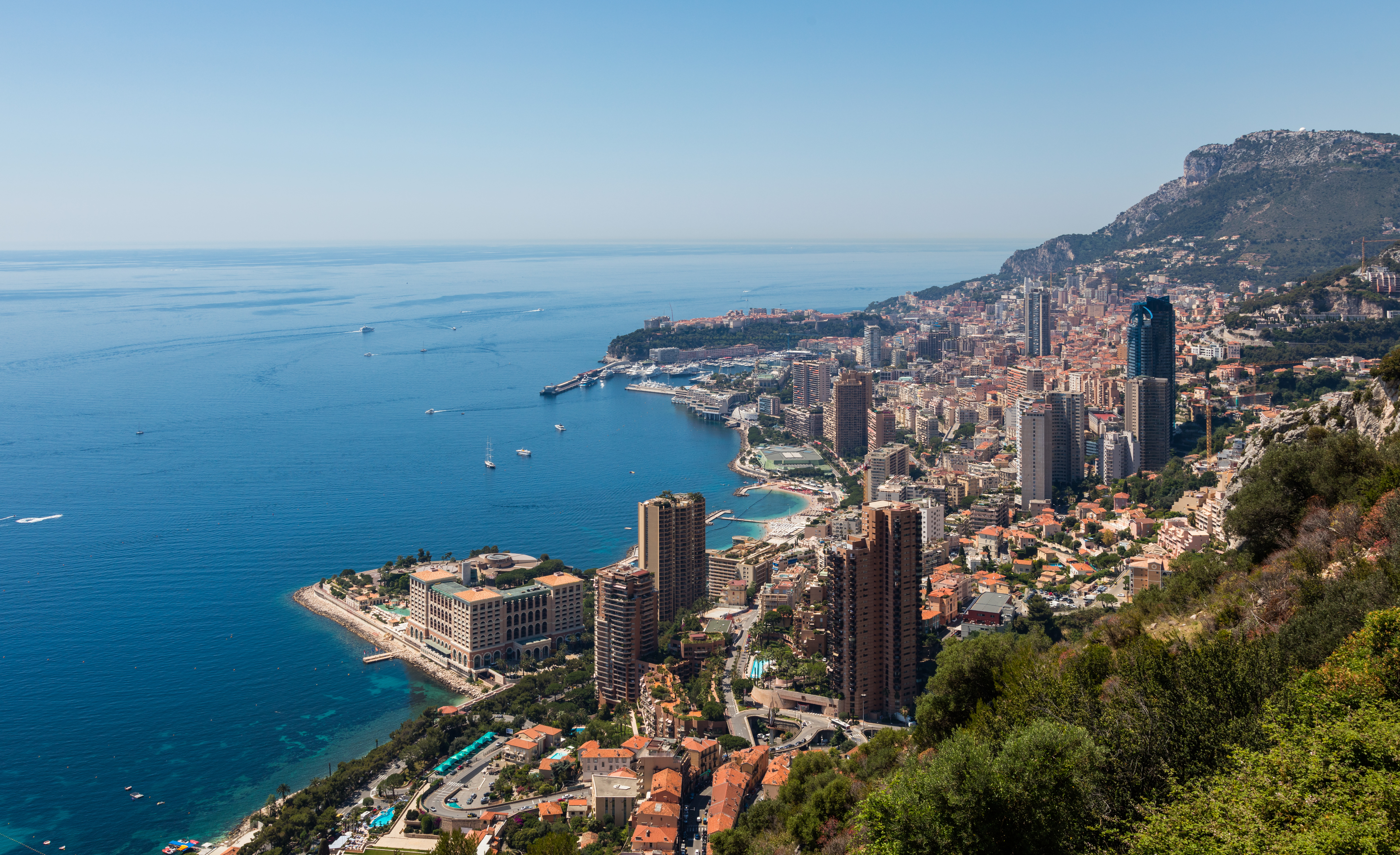
Monaco
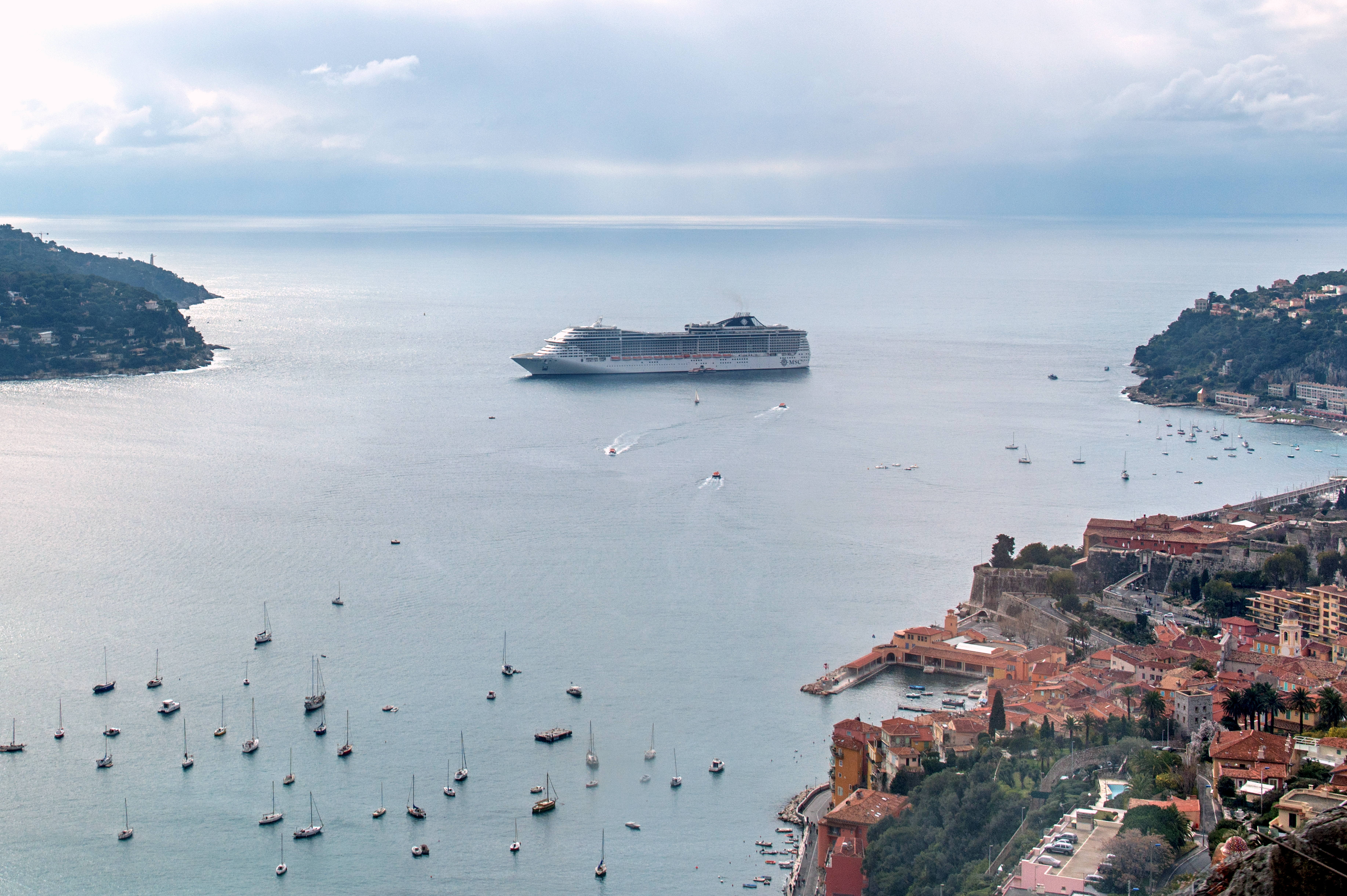
La rade de Villefranche sur Mer
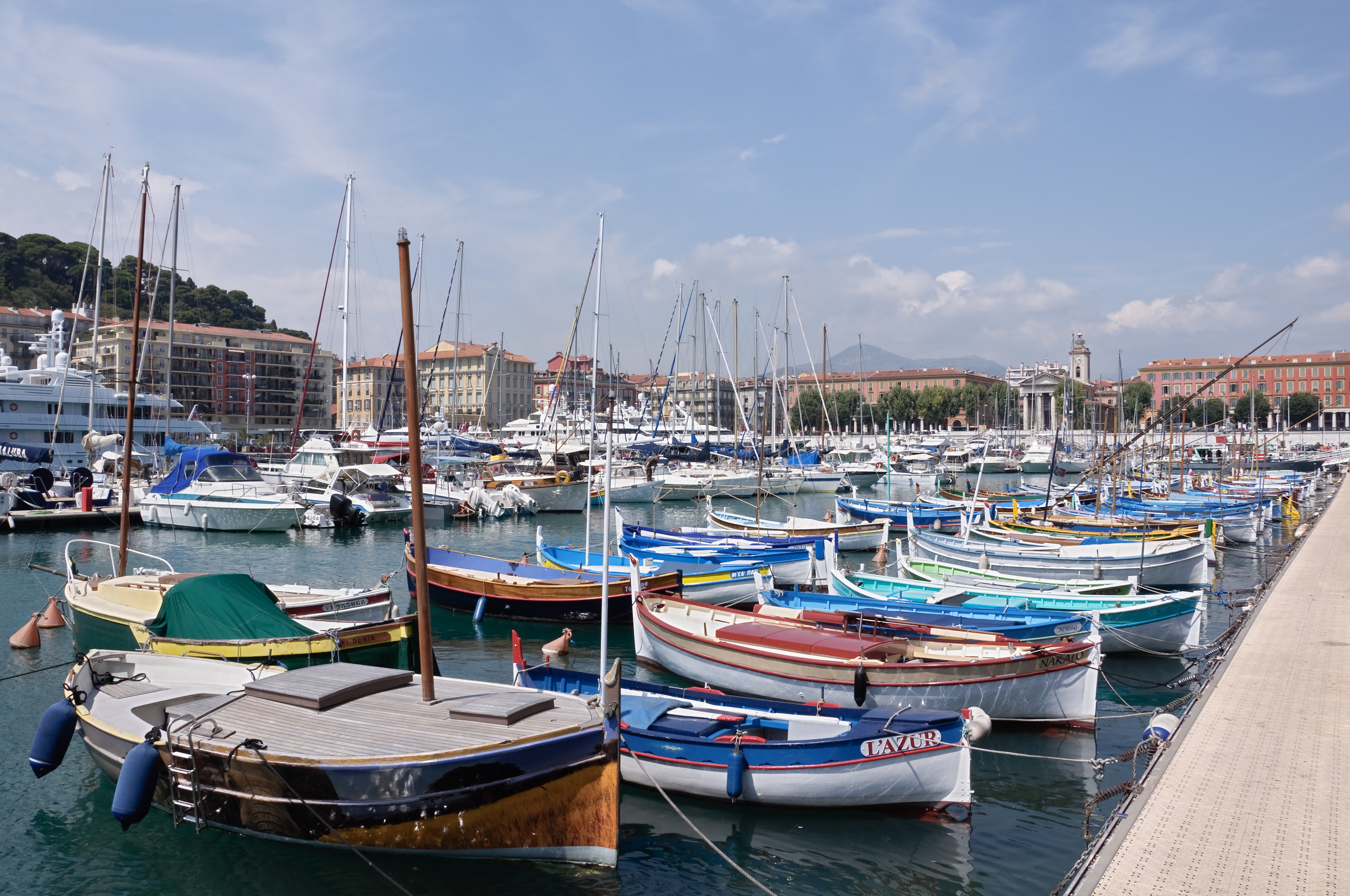
Port Lympia à Nice
Marina Baie des Anges à Villeneuve Loubet
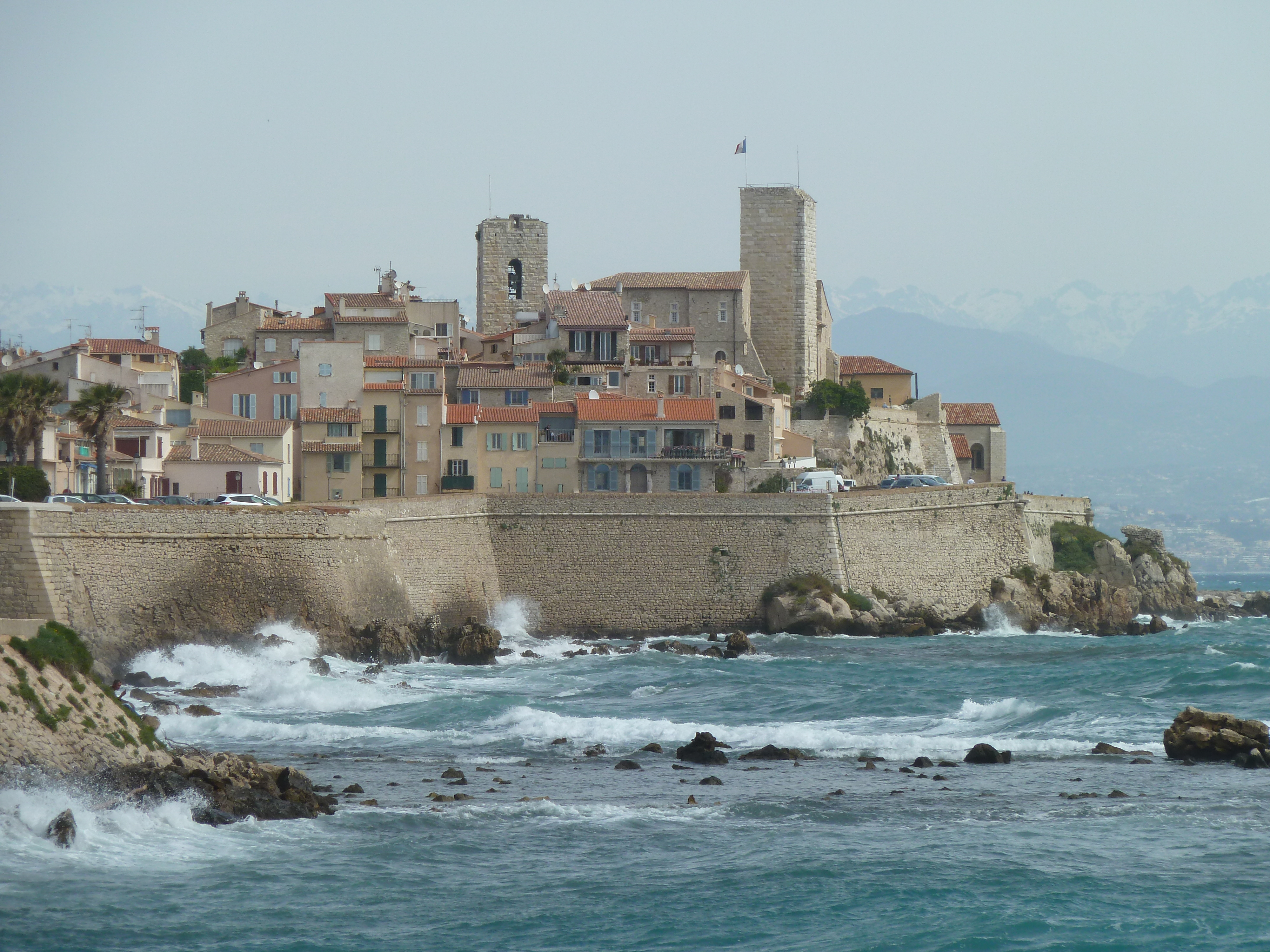
Antibes et ses remparts
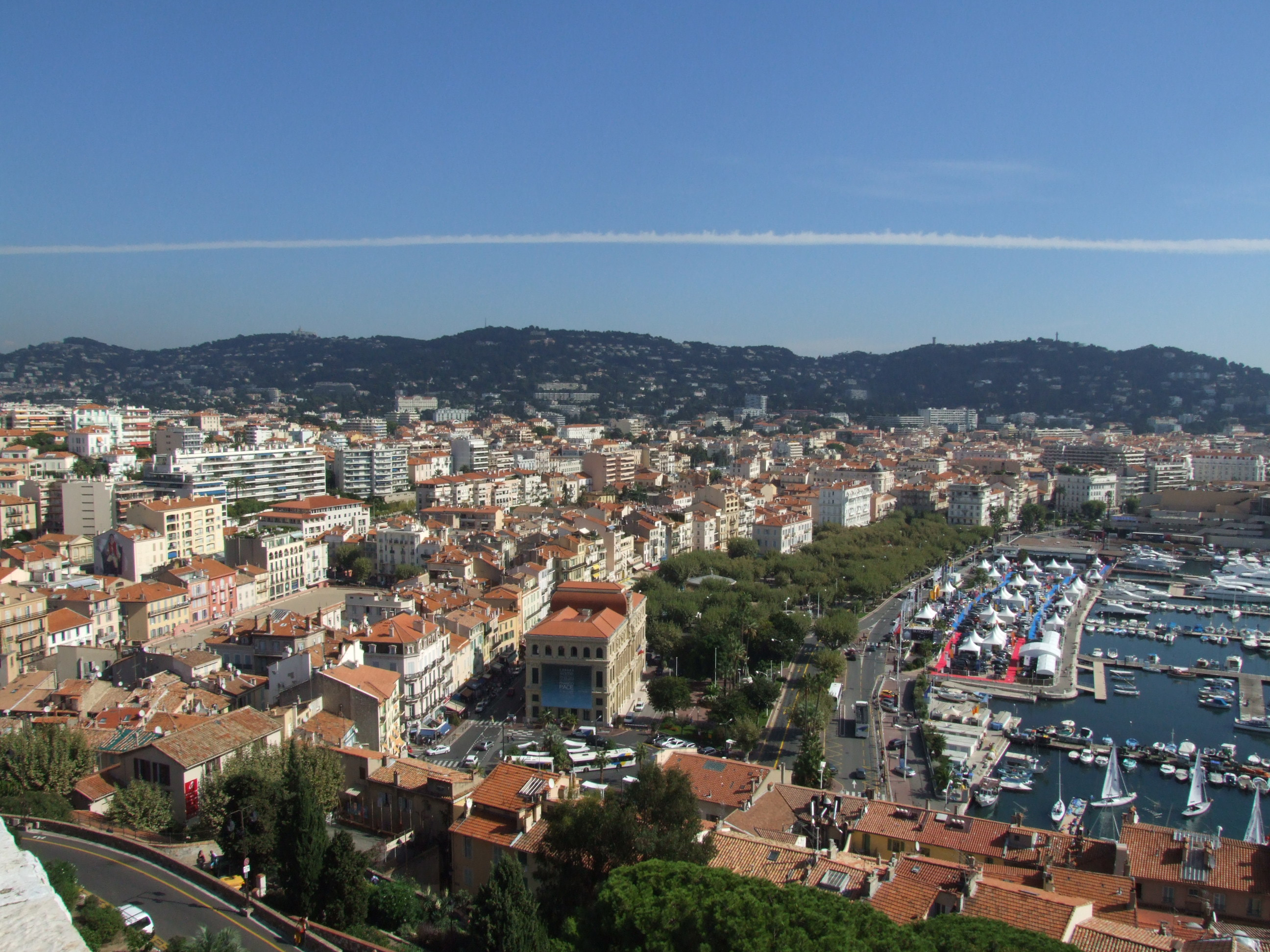
Cannes

#### Liste des communes côtières

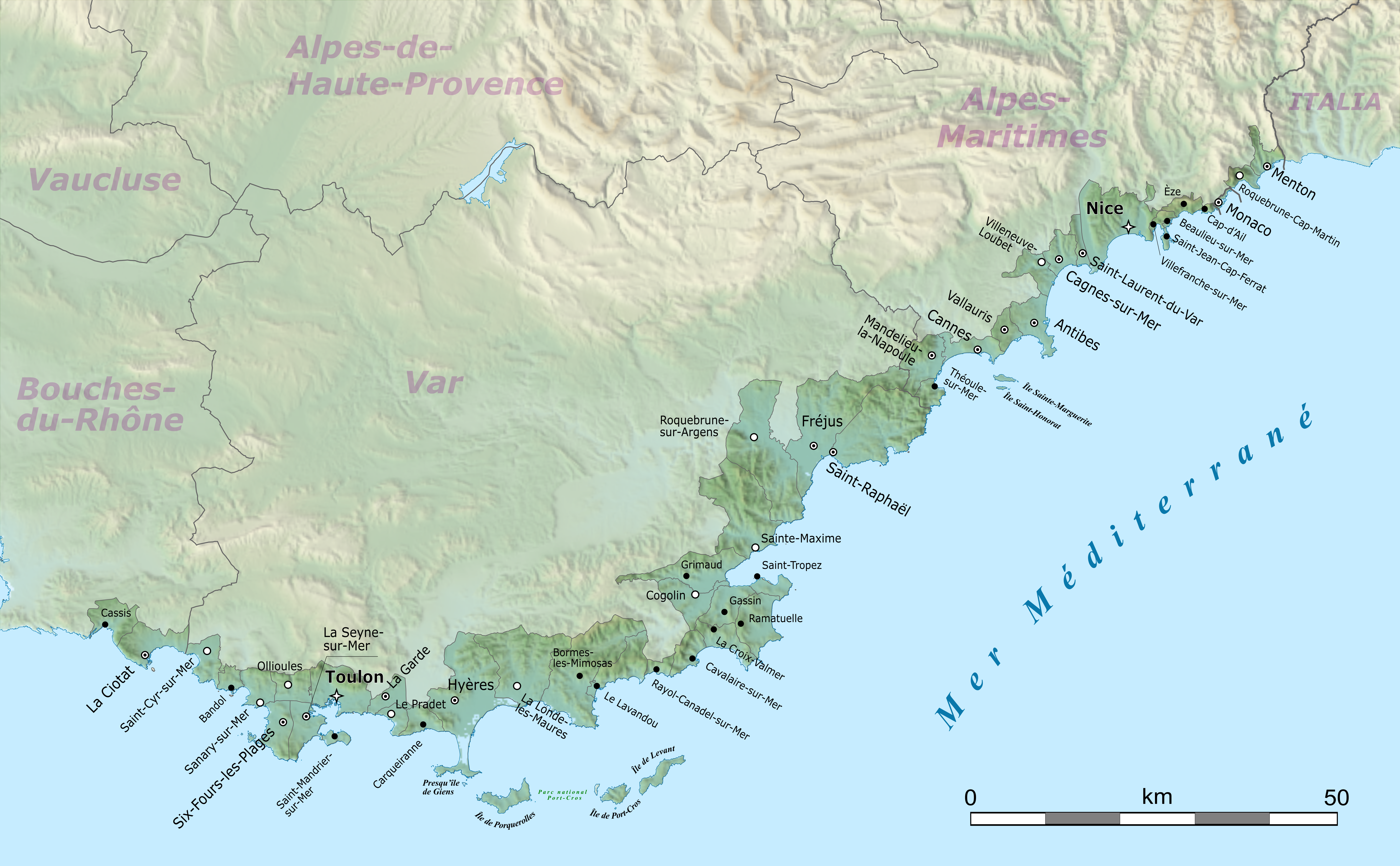
Les 46 communes côtières et de l'arrière-pays sur une des nombreuses interprétations de la Côte d'Azur. Ici une carte allant de Cassis à la frontière italienne.

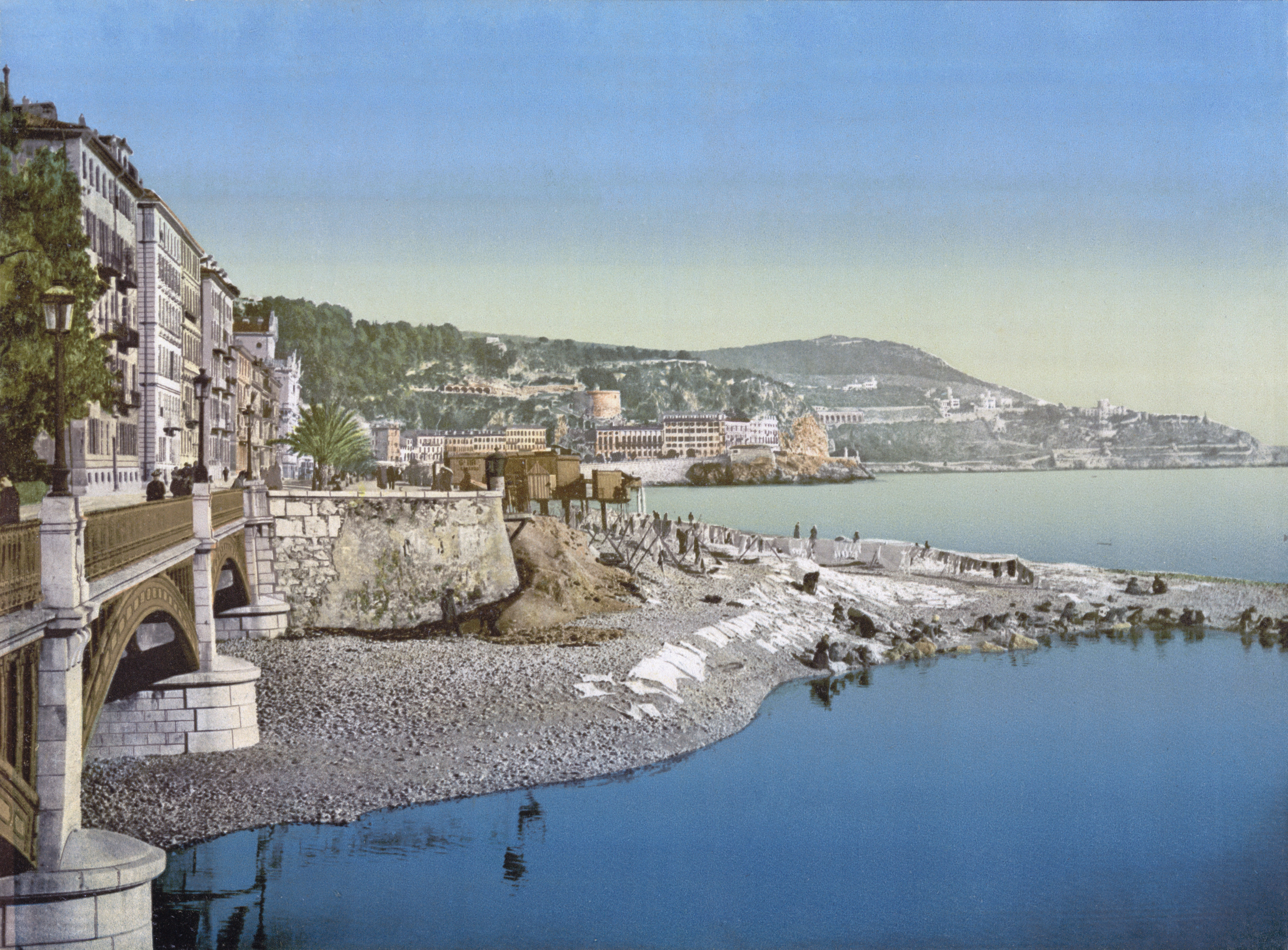
Boulevard du midi, Nice, photochrome des années 1890.

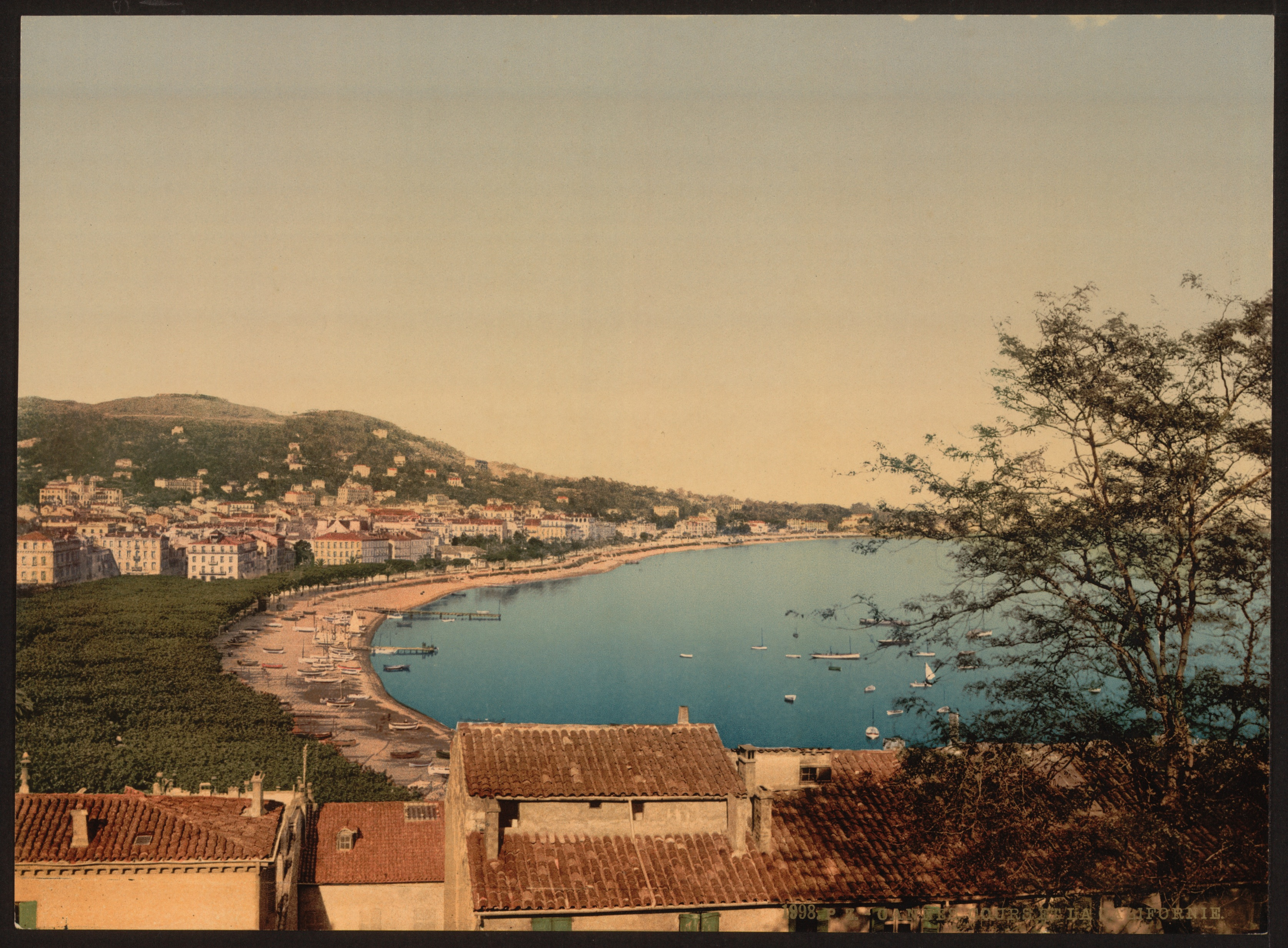
Mont Chevalier, Cannes, photochrome des années 1890.

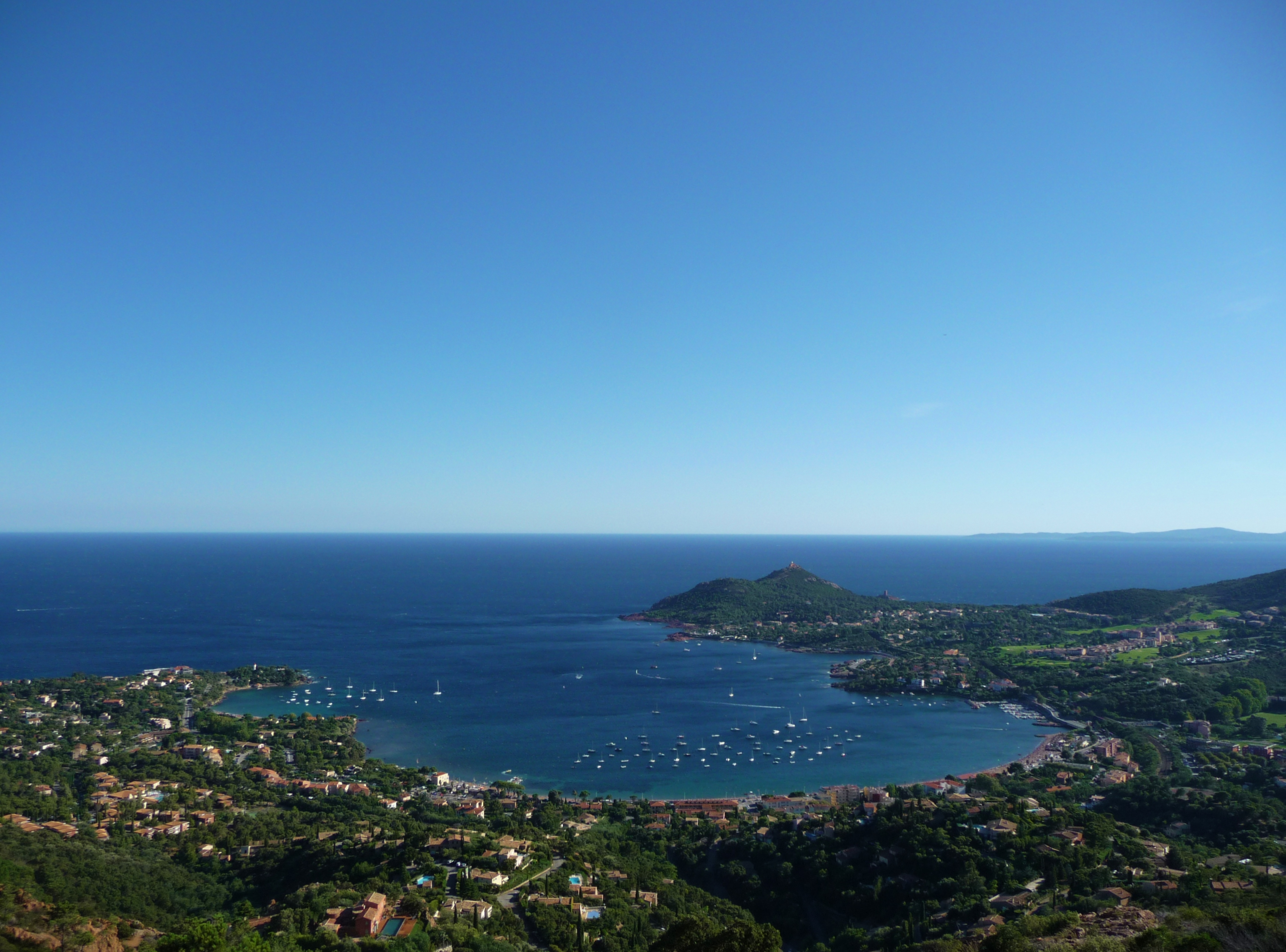
Agay vu du sommet du Rastel.

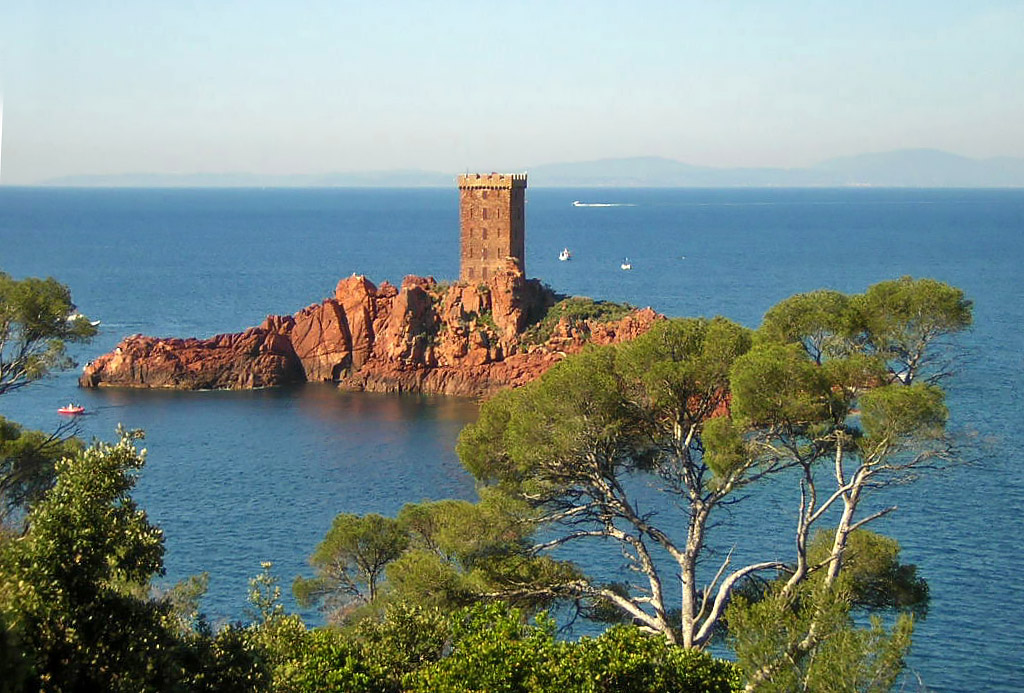
L'île d'Or (Saint-Raphaël).

| Commune                | Habitants (1er janvier 2018) | Département      |
| ---------------------- | ---------------------------- | ---------------- |
| Cassis                 | 7 027                        | Bouches-du-Rhône |
| La Ciotat              | 35 281                       | Bouches-du-Rhône |
| Saint-Cyr-sur-Mer      | 11 580                       | Var              |
| Bandol                 | 8 404                        | Var              |
| Sanary-sur-Mer         | 16 696                       | Var              |
| Six-Fours-les-Plages   | 33 665                       | Var              |
| Saint-Mandrier-sur-Mer | 5 979                        | Var              |
| La Seyne-sur-Mer       | 62 888                       | Var              |
| Ollioules              | 13 771                       | Var              |
| Toulon                 | 176 198                      | Var              |
| La Garde               | 25 380                       | Var              |
| Le Pradet              | 10 265                       | Var              |
| Carqueiranne           | 9 555                        | Var              |
| Hyères                 | 55 069                       | Var              |
| La Londe-les-Maures    | 10 389                       | Var              |
| Bormes-les-Mimosas     | 8 223                        | Var              |
| Le Lavandou            | 5 981                        | Var              |
| Rayol-Canadel-sur-Mer  | 689                          | Var              |
| Cavalaire-sur-Mer      | 7 499                        | Var              |
| La Croix-Valmer        | 3 778                        | Var              |
| Ramatuelle             | 2 079                        | Var              |
| Saint-Tropez           | 4 103                        | Var              |
| Gassin                 | 2 586                        | Var              |
| Cogolin                | 11 556                       | Var              |
| Grimaud                | 4 553                        | Var              |
| Fréjus                 | 53 786                       | Var              |
| Sainte-Maxime          | 14 240                       | Var              |
| Roquebrune-sur-Argens  | 14 626                       | Var              |
| Saint-Raphaël          | 35 633                       | Var              |
| Théoule-sur-Mer        | 1 350                        | Alpes-Maritimes  |
| Mandelieu-la-Napoule   | 21 836                       | Alpes-Maritimes  |
| Cannes                 | 73 965                       | Alpes-Maritimes  |
| Vallauris              | 27 072                       | Alpes-Maritimes  |
| Antibes                | 72 915                       | Alpes-Maritimes  |
| Villeneuve-Loubet      | 15 780                       | Alpes-Maritimes  |
| Cagnes-sur-Mer         | 51 411                       | Alpes-Maritimes  |
| Saint-Laurent-du-Var   | 28 511                       | Alpes-Maritimes  |
| Nice                   | 341 032                      | Alpes-Maritimes  |
| Saint-Jean-Cap-Ferrat  | 1 533                        | Alpes-Maritimes  |
| Beaulieu-sur-Mer       | 3 731                        | Alpes-Maritimes  |
| Villefranche-sur-Mer   | 5 064                        | Alpes-Maritimes  |
| Èze                    | 2 225                        | Alpes-Maritimes  |
| Cap-d’Ail              | 4 529                        | Alpes-Maritimes  |
| Monaco                 | 38 100                       | —                |
| Roquebrune-Cap-Martin  | 12 824                       | Alpes-Maritimes  |
| Menton                 | 30 231                       | Alpes-Maritimes  |
| Total (46)             | 1 383 588                    | —                |

#### Îles
| Île                                      | Superficie (km²) | Archipel (Commune)                         |
| ---------------------------------------- | ---------------- | ------------------------------------------ |
| Île Verte                                | 0,12             | La Ciotat                                  |
| Île Rousse                               |                  | Bandol                                     |
| Île de Bendor                            |                  | Bandol                                     |
| Les Embiez (La Tour Fondue+Saint-Pierre) | 0,95             | Archipel des Embiez (Six-Fours-les-Plages) |
| Le Petit Rouveau                         |                  | Archipel des Embiez (Six-Fours-les-Plages) |
| Le Grand Rouveau                         |                  | Archipel des Embiez (Six-Fours-les-Plages) |
| Le Grand Gaou                            |                  | Archipel des Embiez (Six-Fours-les-Plages) |
| Petit Gaou                               |                  | Archipel des Embiez (Six-Fours-les-Plages) |
| Deux Frères                              | 0,16             | La Seyne-sur-Mer                           |
| Le Grand Ribaud                          |                  | Îles d'Hyères (Hyères)                     |
| Le Petit Ribaud                          |                  | Îles d'Hyères (Hyères)                     |
| Porquerolles                             | 12,54            | Îles d'Hyères (Hyères)                     |
| Bagaud                                   | 0,59             | Îles d'Hyères (Hyères)                     |
| Port-Cros                                | 6,5              | Îles d'Hyères (Hyères)                     |
| Rocher du Rascas                         |                  | Îles d'Hyères (Hyères)                     |
| La Gabinière                             |                  | Îles d'Hyères (Hyères)                     |
| Le Levant                                | 10,01            | Îles d'Hyères (Hyères)                     |
| La Redonne                               |                  | Îles d'Hyères (Hyères)                     |
| Les Fourmigues                           |                  | Îles d'Hyères (Hyères)                     |
| Le Lion de mer                           |                  | Saint-Raphaël                              |
| Le Lion de terre                         |                  | Saint-Raphaël                              |
| Île d'Or                                 | 0,11             | Saint-Raphaël                              |
| Les Vieilles                             |                  | Saint-Raphaël                              |
| La Grande Grenille                       |                  | Antibes                                    |
| La Petite Grenille                       |                  | Antibes                                    |
| Sainte-Marguerite                        | 2,1              | Îles de Lérins (Cannes)                    |
| Saint-Honorat                            | 0,37             | Îles de Lérins (Cannes)                    |
| La Tradelière                            |                  | Îles de Lérins (Cannes)                    |
| Saint-Ferréol                            |                  | Îles de Lérins (Cannes)                    |

## Tourisme

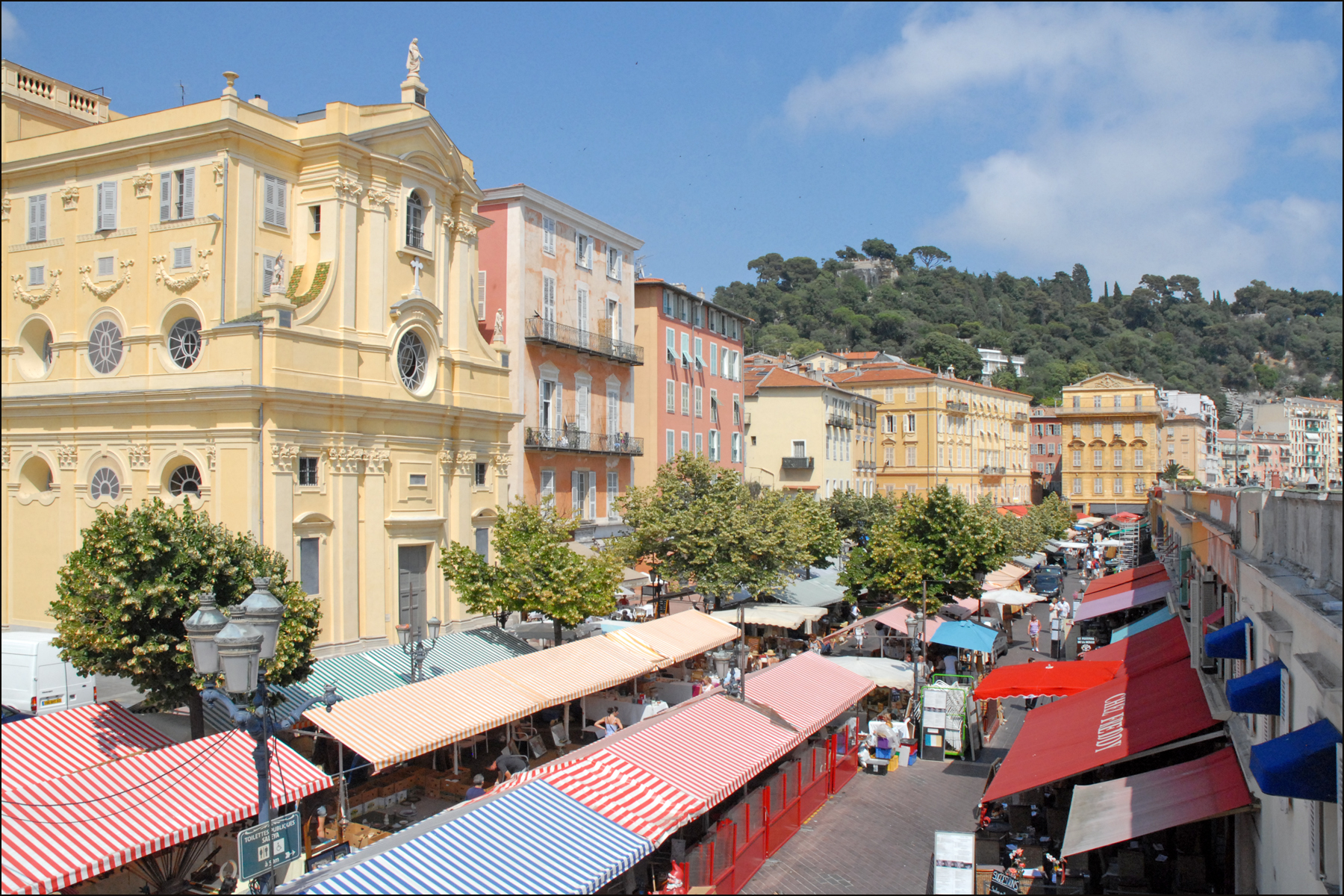
Le Vieux-Nice et le cours Saleya ou marché aux fleurs.

Le littoral Azuréen (de Menton à Théoule-sur-Mer) dans les Alpes-Maritimes a été largement transformé par le bétonnage lié au développement touristique des étrangers nord-européens et des Français, ainsi que par l'arrivée de Pieds-noirs rapatriés. Le littoral Varois dans le Var est davantage préservé de l'urbanisation à l'exception de l'agglomération de Fréjus-Saint-Raphaël affectée par la croissance démographique de son littoral et de l'agglomération Toulonnaise qui a été marquée par l'étalement urbain sur sa partie Ouest et par un étalement des zones industrielles et commerciales (Grand Var).
Le 27 juillet 2021, la capitale azuréenne « Nice, ville de la villégiature d'hiver de riviera » est inscrite au patrimoine mondial de l'UNESCO. Le périmètre concerne la promenade des Anglais, le quai des États-Unis, la terrasse des Ponchettes (le plus vieil aménagement touristique de France, conçu au XVIIIe siècle pour le spectacle de la mer) ; il dépasse Rauba-Capeù au pied de la colline du Château, traverse le port Lympia, inclut le mont Boron, les collines de Cimiez et des Baumettes qui constituent l'amphithéâtre tourné vers la mer, caractéristique des villes de la Riviera, et prend en compte le vaste espace urbain au tracé délimité au nord par la voie de chemin de fer et au sud par la promenade des Anglais avec quelques extensions dont la cathédrale Saint-Nicolas.

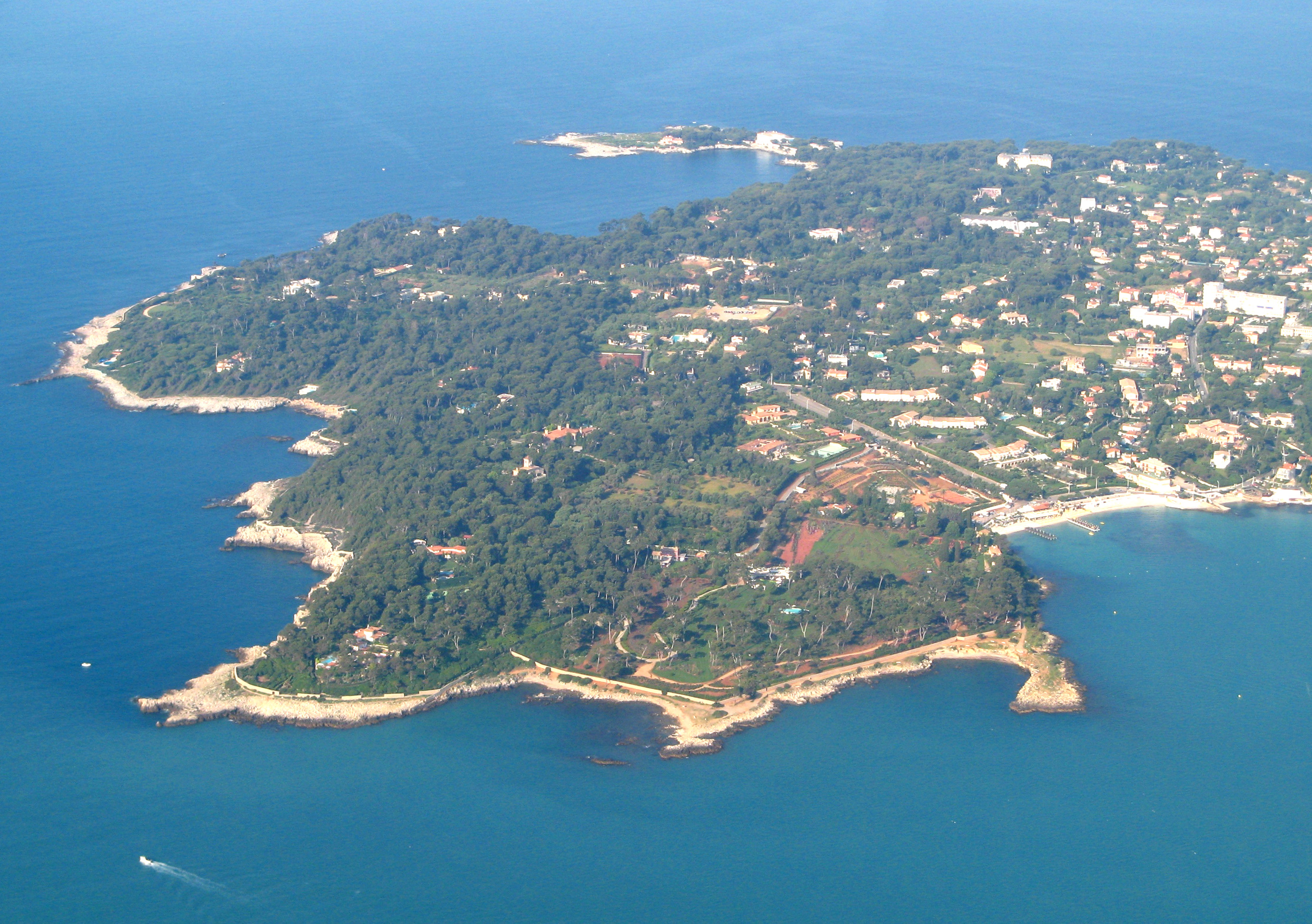
La plage de sable de la Garoupe, à droite de la photo.

La Côte d'Azur compte de nombreux villages perchés accessibles par les transports en commun depuis le littoral : Sainte-Agnès, Gorbio, Castellar, Èze-village, Saint-Paul de Vence, Peille, Peillon, Saorge, Tende, Ramatuelle, Piène-Haute, etc. ainsi que des plages publiques ou privées dont la réputation dépasse les frontières de l'Hexagone : les plus connues d'entre elles sont celles de Pampelonne (Ramatuelle), mais aussi la Mala, la Paloma, Passable (Saint-Jean-Cap-Ferrat), la Garoupe (Antibes), les Marinières (Villefranche-sur-Mer), La Croisette (Cannes), le quai des États-Unis et la promenade des Anglais (Nice).
La plage de l'Almanarre, située à Hyères sur la côte varoise, est l'une des plus réputées au monde selon le journal New-York Times.
La baie de La Ciotat est entrée en 2019 dans le cercle très fermé du « Club des plus belles baies du monde ».

## Activités
Si l'appellation « Côte d'Azur » désigne en premier lieu une zone géographique, elle englobe aujourd'hui également des activités de loisirs, sportives, touristiques, commerciales ou culturelles spécifiques de réputation internationale (salons, congrès, événementiel, à Cannes, Nice et Monaco) et qui participent de l'ambiance générale qui règne dans cette région privilégiée en contribuant à sa renommée.
Dès 1955, l'aéroport de Nice prend le nom de Nice-Côte d'Azur et en 2019 l'université de Nice est remplacée par l'université Côte d'Azur.

### Navigation de plaisance
De mai à octobre, les yachts longent le littoral entre Saint-Tropez et la frontière italienne et au-delà. La Côte d'Azur comptent de très nombreux sites de mouillage : golfe de Saint-Tropez, baie de Cannes, îles de Lérins, Cap d'Antibes, baie des Anges, rade de Villefranche, baie des Fourmis, Cap Ferrat, Cap Martin, etc. Les ports d'Antibes et de Monaco peuvent accueillir les plus grosses unités.

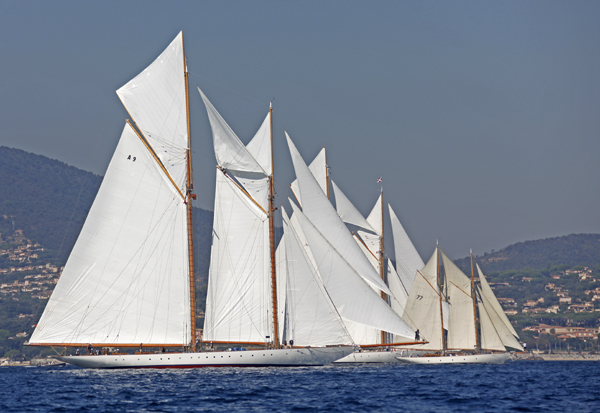
Les Voiles de Saint-Tropez, édition 2009.

Des régates de voiliers classiques et/ou modernes sont organisées tout au long de l'année sur la Côte d'Azur :
- Les Voiles de Saint-Tropez[46] ;
- Les Régates Royales de Cannes[47];
- Les Voiles d'Antibes[48];
- La Monaco Classic Week[49].

### Course automobile
Chaque année, fin mai, se déroule à Monaco le Grand Prix de Formule 1. Il est précédé par le ePrix de Formule E qui se déroule fin avril ou début mai. Tous les deux ans, se tient également dans la principauté le Grand Prix de Monaco historique rassemblant des voitures de course anciennes d'avant-guerre jusqu'à l'année 1985.

### Autres évènements et manifestations
La Côte d'Azur accueille chaque année de nombreux évènements culturels ou sportifs :
- le Festival de Cannes
- le MIDEM de Cannes
- des festivals de musique et des concerts : Jazz à Juan, Nice Jazz Festival, etc.
- le festival d'art pyrotechnique de Cannes, le concours de feux d'artifice pyromélodiques de Monaco, le festival pyromélodique d'Antibes
- le festival de Ramatuelle

- le carnaval de Nice
- la fête du Citron de Menton

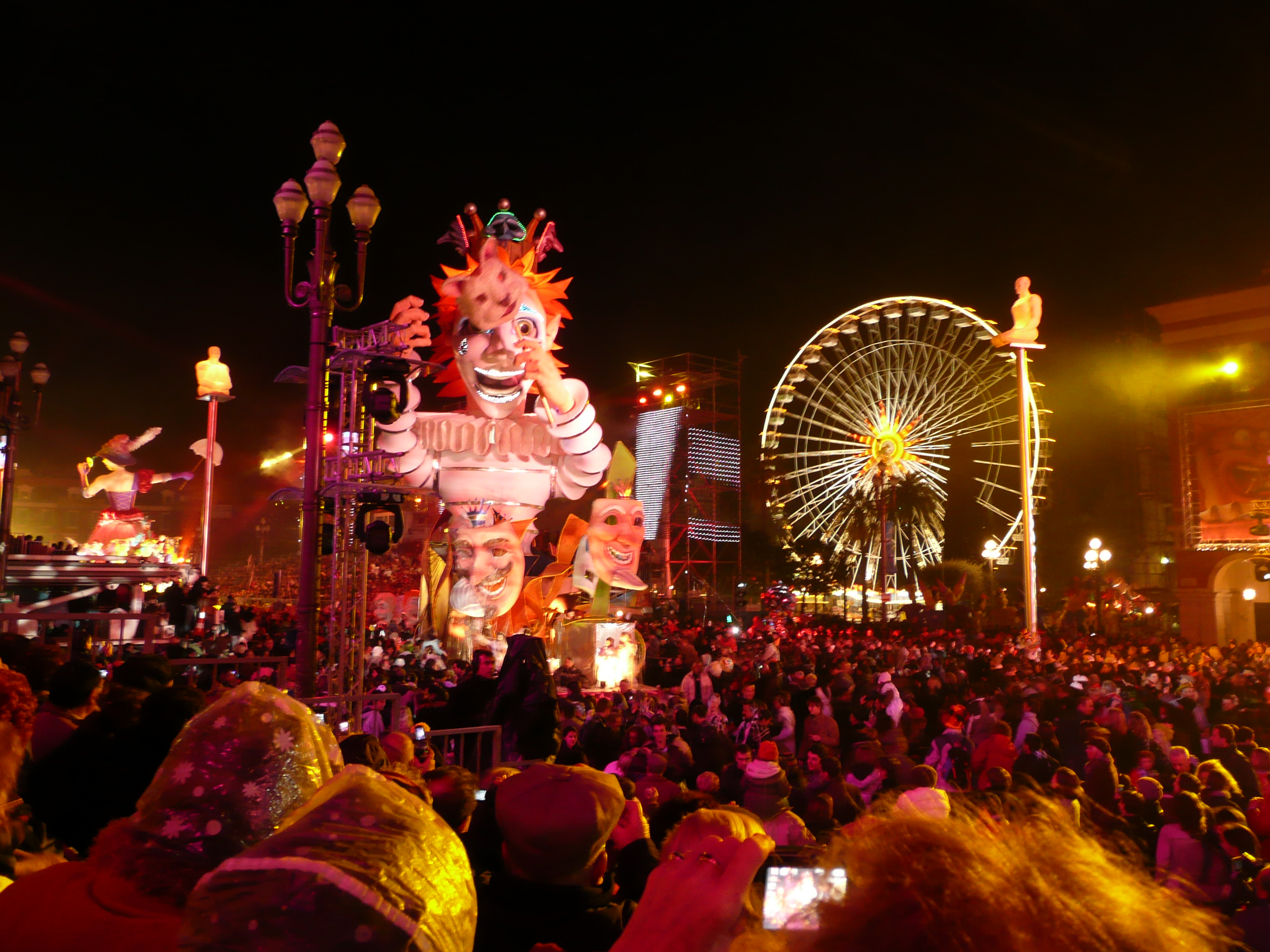
Le carnaval de Nice sur la place Masséna.

- la fête du Mimosa de Mandelieu-La Napoule
- la course cycliste Paris-Nice
- le tournoi de tennis de Monte-Carlo

### Astronomie
- (1426) Riviera, astéroïde nommé en hommage à la région sous le nom anglais.